# Histoire de Vannes

Blason de Vannes

L'histoire de Vannes se déploie sur plusieurs millénaires, depuis la protohistoire. Après la guerre qui les opposa aux légions de César, l’administration romaine fait de Darioritum, nom antique de la ville, la civitas des Vénètes à la fin du Ier siècle av. J.-C. sous le règne d'Auguste. À la fin de l'Empire romain, des colons bretons (venus de l’actuelle Grande-Bretagne) ainsi que des soldats maures sont installés pour protéger la région des pirates saxons. C’est aussi entre le IIIe siècle et le Ve siècle que la ville se fortifie et se christianise. La ville accueille l’évêché et les ordres religieux catholiques en 465 lors du concile de Vannes. Ce concile consacre Patern, saint patron de la cité, saint fondateur de Bretagne et premier évêque attesté de Vannes.
Au cœur d'un comté qui forme un véritable espace-frontière, la cité est conquise en 578 par le roi Waroch qui organise le Bro Waroch, espace politique dont Vannes est la capitale, avant d’être intégré au Royaume de Bretagne en 849. La position centrale de Vannes en Bretagne-sud confère à la cité et à ses chefs politiques et religieux un rôle prédominant. Les comtes et évêques de Vannes sont des personnages clés de l'équilibre entre la Bretagne et la France.
Ville du missus Nominoë, Vannes est une des cités royales de l'éphémère royaume de Bretagne. En partie détruite lors des invasions normandes au Xe siècle, la ville connaît de nombreux sièges jusqu'à la fin de la guerre de Succession avant de devenir la résidence préférée des ducs Jean IV et Jean V. Théâtre de l'Union de la Bretagne à la France en 1532, Vannes connaît un essor religieux exceptionnel au cours du XVIe et XVIIe siècles.
Lors de la Révolution française, la ville est partagée entre la République et la Chouannerie. Préfecture du Morbihan, Vannes continue son développement depuis le XIXe siècle malgré l’activité maritime qui s’effondre à la même époque. À partir des années 1870, la ville se dote de nouveaux bâtiments publics et connaît un regain d’activité avec l'arrivée du chemin de fer et l’installation de régiments. L'après Première Guerre mondiale marque le temps des mutations alors que l'après Seconde Guerre mondiale marque celui de la croissance économique et démographique.

## Symboles
| Armes de Vannes | Les armes de Vannes se blasonnent ainsi : De gueules à l'hermine passante d'argent, accolée et bouclée d'argent, cravatée d'hermine doublée d'or. Devise : « A ma Vie » (D'am buhez en breton), devise des ducs de la maison de Montfort et de l'ordre de l'Hermine, ordre de chevalerie fondé par Jean IV de Bretagne. Le patron de la ville est saint Patern, premier évêque de la cité au IVe siècle, un des sept saints fondateurs de la Bretagne. |

## Toponymie

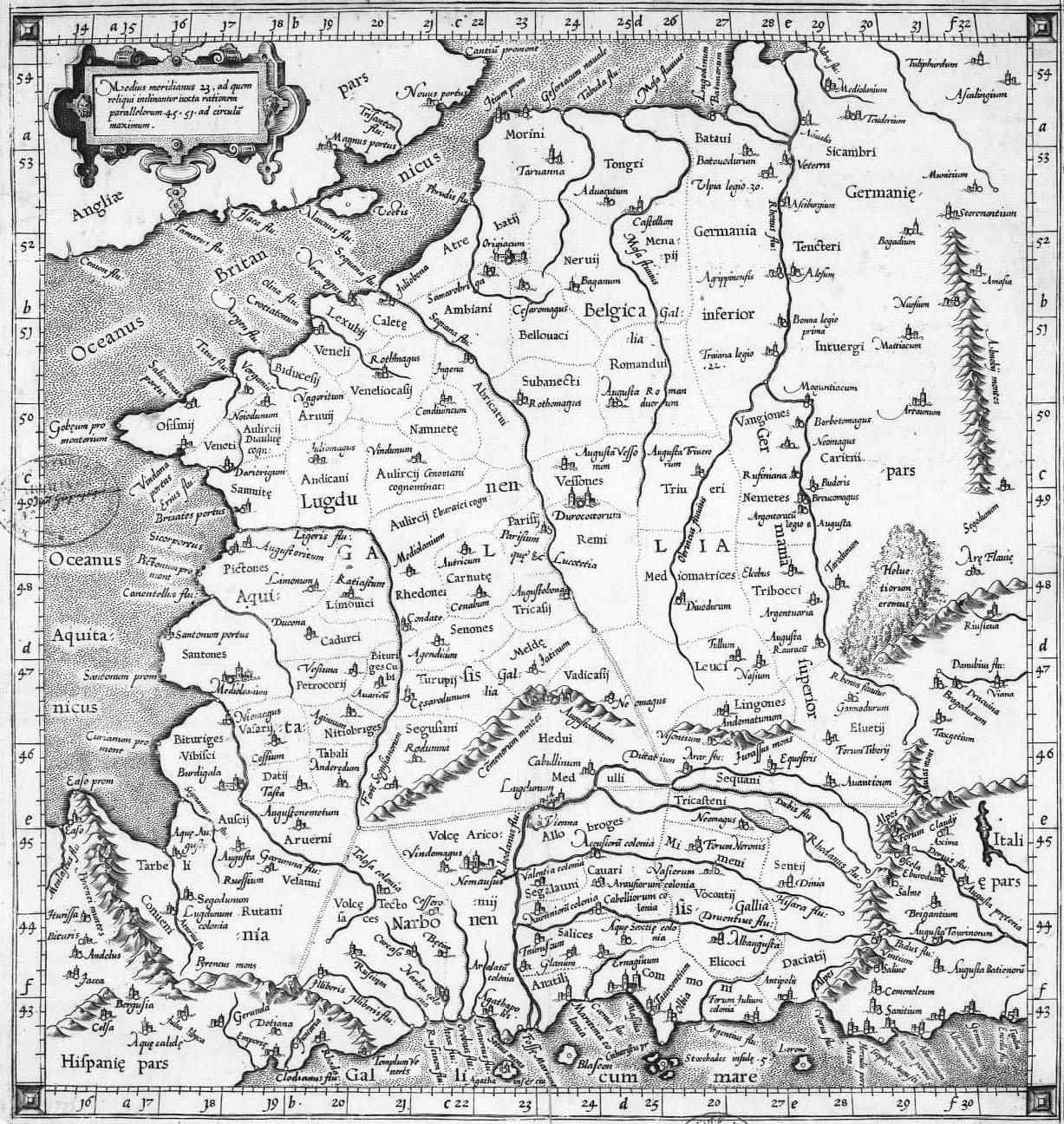
Carte de la Gaule au temps de Ptolémée où l'on peut lire le nom de Dariorigum

Vannes tire son nom du peuple gaulois des Vénètes. Le mot Vannes est en fait la transformation, avec le temps, du latin Civitas Venetorum (la Cité des Vénètes), désignation qui l'a emporté sur Darioritum, nom latin de la ville lors de sa fondation. L'origine du nom des Vénètes n'est pas connue avec certitude. Le nom Vénètes regroupe deux peuples antiques homonymes dont l’un habitait le sud de l’Aremorica (celtique Veneti) et l'autre le nord de l'Italie (italique Veneti). Du gaulois latinisé Venetī, « les Vénètes » est un nom ethnique qui paraît contenir la racine « wen » (sanskrit van-o-ti « il aime », van-a « charme », latin ven-us et Venus, allemand wonne « joie », etc.), et signifier « les amis, les compatriotes ».

## Protohistoire et Antiquité
Vannes a été fondée il y a plus de 2 000 ans et se nomme Darioritum sous l'époque gallo-romaine. Son identité et son nom actuel proviennent des Vénètes, peuple gaulois armoricain qui occupait vraisemblablement les territoires entre la Laïta, à l'ouest et la Vilaine à l'est (soit à peu près l'actuel département du Morbihan).

### Période gauloise

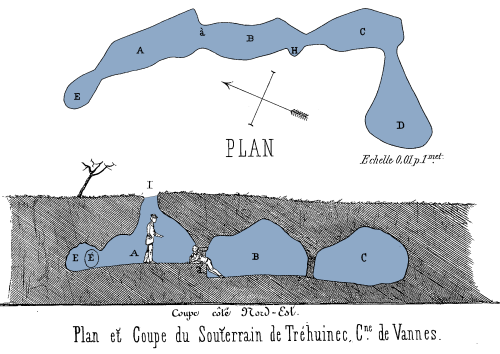
Croquis des chambres souterraines de Tréhuinec

Avec la création de la Société polymathique du Morbihan et le début des recherches archéologiques, plusieurs découvertes ont permis d'attester l'existence d'une occupation gauloise sur le territoire de la ville avant l'établissement de la cité romaine de Darioritum.
La première découverte est la mise au jour des chambres souterraines de Tréhuinec en 1872: Découvert par hasard lors de labours, le souterrain, creusé dans le sol, était composé de cinq cavités alignées sur une longueur de 16 mètres, où ont été trouvés des fragments de céramiques datant des IVe et IIIe siècles av. J.-C.. À l'issue des fouilles, le souterrain est comblé en dépit de l'importance de celui-ci. Vers 1960, une grande urne funéraire du Ve siècle av. J.-C. est découverte dans le quartier du Bondon, précédant la découverte d'une série de stèles gauloises hémisphériques à la fin du XXe siècle. En 2000, des fouilles archéologiques menées dans le Quartier Nord (Bilaire) ont révélé qu'un sanctuaire gallo-romain avait succédé à un site de l'Âge du fer. Le sanctuaire comprenait un bâtiment de forme hexagonale allongée. L'édifice, long de 33 mètres, a été édifié au début de notre ère. Au sud, se trouvait un second petit temple carré (fanum), de 10 mètres de côté. Le sanctuaire a succédé à un autre édifice d'origine gauloise, existant dès le IIe siècle av. J.-C. jusqu'à l'époque de l'empereur Auguste.

### Le peuple des Vénètes

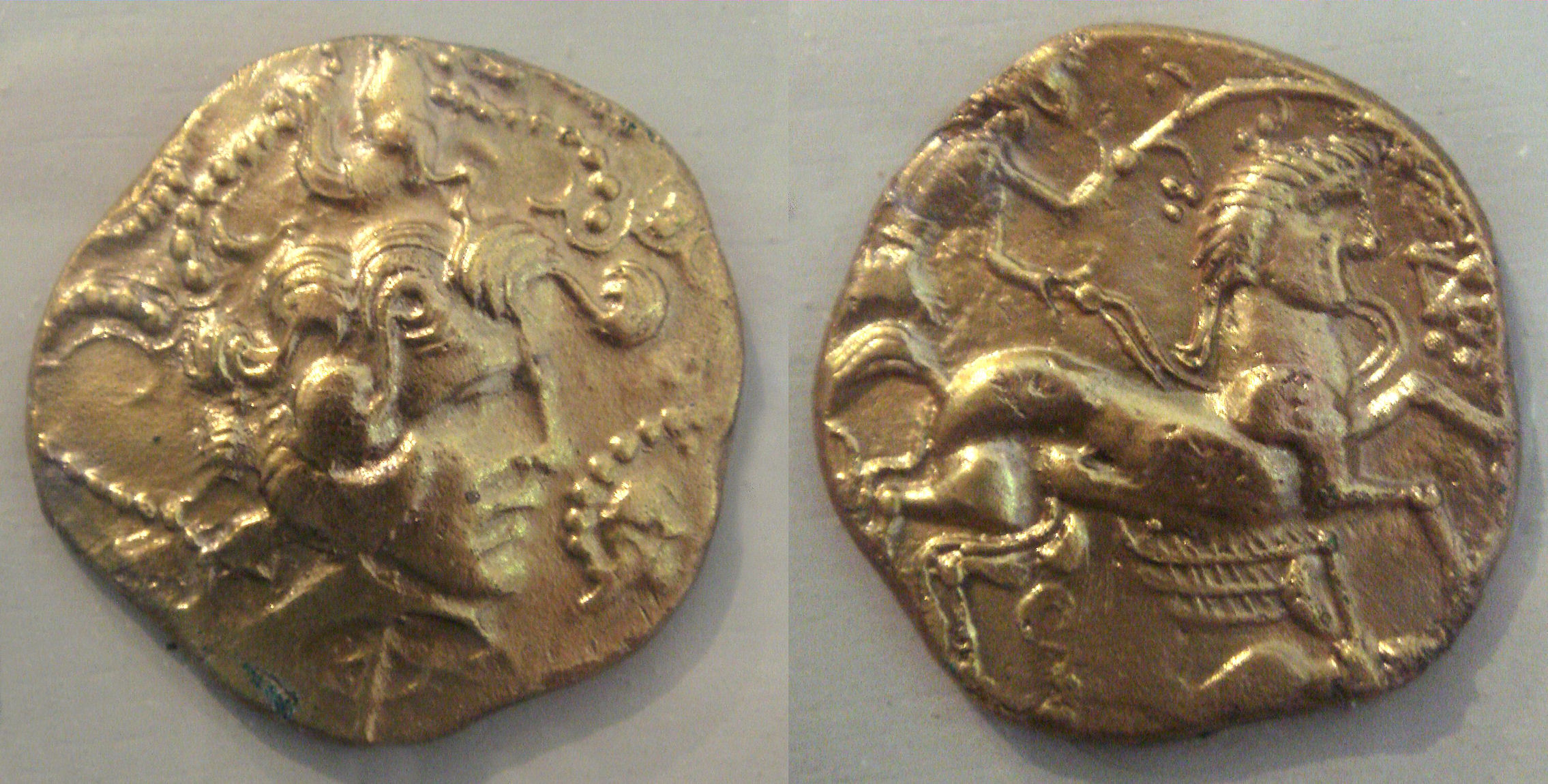
Monnaie vénète

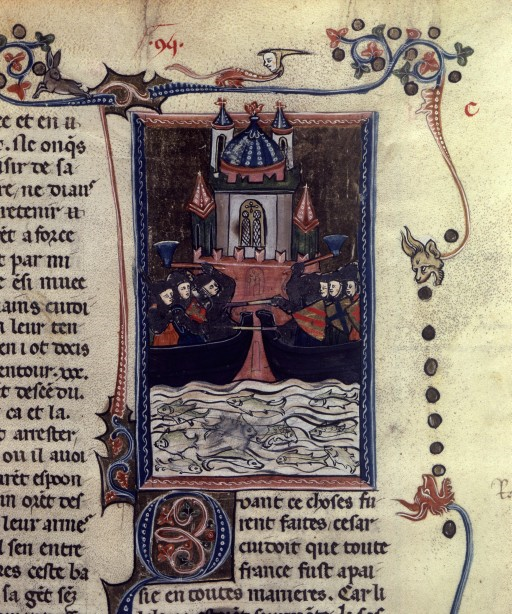
Bataille du Morbihan, enluminure du XIV

Selon Jules César, le peuple vénète imposait son hégémonie sur les autres peuples de la fédération armoricaine. Ce peuple de marins contrôlait nombre d'îles et de presqu'îles, et surtout le commerce vers l’île de Bretagne (aujourd'hui la Grande-Bretagne) et les Sorlingues (les îles Cassitérides).

« Par leur marine considérable, leur supériorité nautique reconnue et leurs relations commerciales avec l'île de Bretagne, les Vénètes étaient devenus un peuple très puissant, dont l'autorité s'étendait au loin sur tout le littoral de la Gaule et de la Bretagne Insulaire. Ils possédaient un petit nombre de ports situés sur cette mer ouverte et orageuse à de grandes distances les uns des autres et rendaient tributaires presque tous les navigateurs obligés de passer dans leurs eaux. »

— Jules César, Commentaires sur la Guerre des Gaules, III, 8.
Ces relations leur permettent d'obtenir l'intervention de contingents des cités bretonnes contre les Romains lors de leur conquête des Gaules. La réponse de César est sans nuance.
En 56 av. J.-C., Publius Crassus, un général de César, confronté à la disette demande aux peuples d’Armorique de lui fournir du blé. Les Vénètes, sensibles à la menace romaine et à la non-libération des otages livrés l’année précédente, refusent  et font prisonnier les envoyés de Crassus : Quintus Velanius et Titus Sillius. Après une ou plusieurs campagnes infructueuses dues à l'impossibilité de vaincre les Vénètes qui fuyaient par la mer lorsque le combat tournait à leur désavantage, d'un éperon barré à l'autre, César comprend qu'il lui faut la maîtrise des mers. Comme à son habitude, il s'appuie sur une cité voisine de ses ennemis. La cité des Namnètes (ils donneront leur nom à Nantes et au Nantais), était proche alliée des Vénètes. Mais Les Pictons et les Santons jaloux de la puissance vénète lui construisent une flotte avec laquelle il vainc les Vénètes en un lieu incertain (baie de Quiberon, tract de Guérande, futur golfe du Morbihan ou autre ?).
Les suites de cette bataille sont désastreuses pour le peuple vénète. Tous les sénateurs celtes sont mis à mort et le reste de la population est réduit en esclavage. De plus, comme l'atteste la disparition des fours à sel au Ier siècle sur le territoire des Vénètes, il leur sera interdit de produire du sel, qui était l'une des sources de leur puissance.

### La naissance de Darioritum

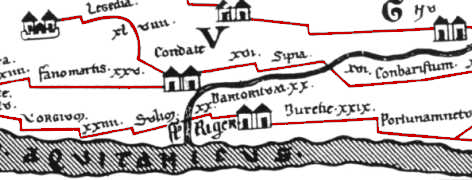
Darioritum sur la table de Peutinger.

Il faut donc voir les Romains comme promoteurs de la ville nouvelle de Darioritum sur la colline de Boismoreau (actuel quartier Saint-Patern) peu après leur victoire sur les Vénètes. Ce nom signifierait gué de Dario (rito en gaulois signifie gué, Dario étant le nom d'une personne). Elle se couvre bientôt des bâtiments et des monuments nécessaires à toute cité importante: forum avec basilique, temples, villas, etc. La cité est le carrefour de plusieurs vois romaines : de Condevicnum (Nantes) à Vorgium (Carhaix), vers Fanum martis (Corseul), vers Condate (Rennes) ou vers Juliomagus  (Angers).
À la fin du IIIe siècle, comme partout au nord-ouest de la Gaule, la désorganisation administrative, militaire et commerciale de l'Empire romain, mais beaucoup plus sûrement les agressions de pirates (Frisons) et de bandes incontrôlées (les Bagaudes) contraignirent les habitants gallo-romains à se réfugier derrière une muraille imposante. C’est l’empereur Probus qui autorise les habitants du litus saxonicum, dont Darioritum fait partie, à élever une muraille. Celle-ci est élevée en urgence absolue avec les éléments réutilisés des monuments publics démolis pour l'occasion, sans doute les seuls en dur et donc pouvant livrer des matériaux utiles en quantité. Cette première enceinte, ce castrum, est construite sur un petit éperon rocheux, la colline du Mené, bordé d'un lacet marin, face au centre ancien (40 ha). Il s’agit d’une enceinte grossièrement triangulaire (ou plutôt un « hexagone irrégulier comprenant trois grands côtés, de longueurs inégales, reliés l'un à l'autre par trois petits côtés, aussi de longueurs inégales ») qui s’étend de l’actuelle rue du Mené à la place des Lices. Elle forme le cadre rétréci de la ville (un périmètre de 980 m englobant 5 ha).

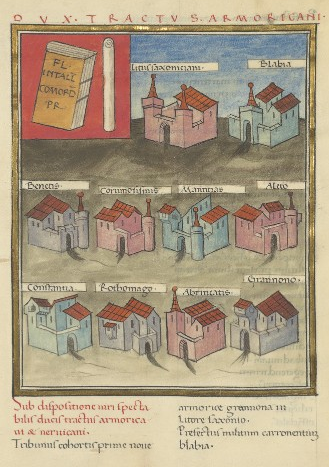
Benetis (2e ligne à gauche) dans le Notitia Dignitatum.

Aux IIIe et IVe siècles, comme beaucoup de métropoles régionales, Darioritum change son nom et prend celui du peuple dont elle est la capitale : elle devient Venetis. Ces mutations toponymiques sont intervenues à une époque où la solidité de l'empire romain s'effondrait. On observe alors, entre autres éléments significatifs, une renaissance des antiques divinités gauloises locales dans les sculptures religieuses et les inscriptions dédicatoires. Le changement de nom de cité relève sans doute un phénomène du même ordre, lié à une résurgence des vieux sentiments d'appartenance ethnique des tribus gauloises.

## Du Bro Waroch à l'union des trois royaumes

### L'émigration bretonne en Armorique
Trois vagues distinctes d'émigration ont eu lieu à la fin de l'Empire romain entre l'île de Bretagne et le continent. La première, à la fin du IIIe siècle, a été essentiellement militaire, à la suite de la réorganisation de la défense côtière contre les attaques. C'est par cette réorganisation que Darioritum s'est également dotée de murailles. La seconde a eu lieu au début du Ve siècle, sous la pression des Pictes et des Scots. C'est peut-être à l'occasion de celle-ci qu'ont émigré les sept saints fondateurs de la Bretagne, dont saint Patern, qui devient le premier évêques de la ville, lors du concile de 465. Enfin, une dernière vague d'émigration, la plus importante, a lieu à la fin du Ve siècle.
Une principauté se forme alors dans le Vannetais actuel, à l'instar de la Domnonée au nord de la péninsule (qu'on se met à nommer Bretagne) et de la Cornouaille à l'ouest, qui sera nommé plus tard Bro Waroch du nom d'un de ses rois. Mais ce royaume reste très peu celtisé dans sa partie orientale, dont Venetis fait partie.
Le premier roi connu de ce territoire est Caradoc Freichfras, un roi semi-légendaire, chevalier de la Table ronde. À celui-ci succède Eusèbe, qui a probablement fait de Venetis sa capitale. Il habite déjà un château, dont on peut penser qu'il s'agit du château de la Motte, forteresse intégrée à la partie nord des remparts, sans qu'une date de construction ne puisse vraiment lui être attribuée.

### La capitale du Broërec

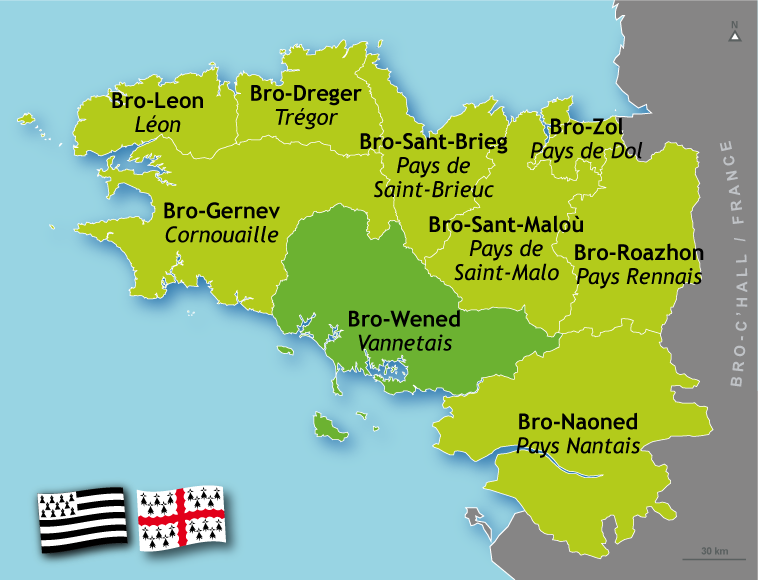
Le Bro Gwened, pays historique de Bretagne dont le territoire correspond au Bro Waroch

Au cours de la première moitié du VIe siècle, la ville devient une enclave gallo-franque. Vers 550, Canao Ier, comte des Bretons, monte sur le trône après avoir fait assassiner trois de ses frères. Il tente également de tuer son frère Macliau, qui est sauvé par Conomor, un autre comte breton. Conomor fait passer Macliau pour mort. Sauvé, ce dernier gagne la ville de Vannes et est ordonné évêque de la cité, probablement avec l'aide de l'évêque Félix de Nantes. Aux alentours de l'année 560, Canao accueille Chramn, le fils du roi Clotaire, avec qui il est en conflit. Ceux-ci pillent et dévastent une partie des terres de Clotaire, qui prend alors les armes contre les Bretons. Canao est tué au combat et Chramn s'enfuit avant d'être rattrapé et tué lui aussi. Macliau quitte alors sa charge épiscopale pour assumer celle de comte et meurt en tentant de contrôler la Cornouaille contre son héritier légitime, Théodoric, le fils de Bodic.
Waroch, fils de Macliau, succède à son père et prend enfin la ville au début de son règne, vers 578. Il inflige à l'armée de Chilpéric venu à la rescousse une sévère défaite près de la Vilaine, qu'il ne sait pas exploiter diplomatiquement : il reconnaît que la ville appartient effectivement aux Francs et accepte de payer un tribut pour elle en échange de son gouvernement. Malgré le statu quo qui s'ensuit, il en profite les années suivantes pour mener de nombreuses incursions dans le Rennais et le Nantais francs, notamment à la saison des vendanges. Exaspéré, le roi des Francs Gontran envoie en 590 une armée punitive menée par Beppolène et Ebrachaire dont la rivalité (ainsi que la ruse de Waroch) provoqua la défaite finale, même si Ebrachaire put reprendre brièvement Vannes aux Bretons. C'est à cette occasion que l'évêque Regalis aurait tenu les propos suivants, qui laissent entendre que les Vannetais ne s'estimaient pas encore Bretons, à moins que ce n'ait été une prudente déclaration de fidélité en un temps d'occupation militaire :

« Nous ne sommes pas coupables envers nos seigneurs les rois, et nous ne leur avons pas résisté avec orgueil, mais nous sommes retenus en captivité par les bretons et accablés d’un joug pesant. »

— Grégoire de Tours, Histoire des Francs, livre dixième
Waroch a si durablement marqué les esprits qu'il a laissé son nom au territoire qu'il contrôlait : le « Bro Waroch » (littéralement, en breton, Pays de Waroch), qui évolua en Broërec.

### Aux frontières de la Marche de Bretagne
Autant le VIe siècle apparaît mouvementé entre les Francs et les Bretons, autant le VIIe siècle et le début du siècle suivant semblent plus calmes pour le Broërec (les chroniques devenant subitement presque muettes à cette époque). On ne peut guère que retenir que le changement dans la prononciation du nom de la ville (Benetis devient Venetis) et la mention, au début du VIIIe siècle, d'un certain Emilianus, intendant du comte de l'époque, qui accomplit un miracle avant de partir pour l'Aquitaine, où il sera vénéré sous le nom de Saint Émilion.

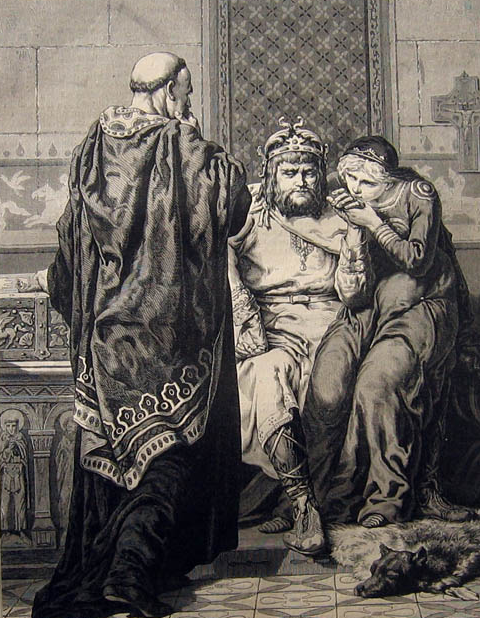
Morvan Lez-Breizh dans une illustration de 1875

En 753, le roi des Francs Pépin le Bref vainc les Bretons et prend Venetis. Pour contenir les Bretons, il organise une zone-tampon sous administration militaire, la Marche de Bretagne composée du Vannetais, du Nantais, du Rennais et d'une partie du Maine et dont Venetis a peut-être été la capitale. Le plus célèbre préfet de la Marche en a été son premier titulaire : le fameux Roland, mort en 778 à Roncevaux. Son successeur est le comte d'origine austrasienne Guy (=Wido), puis ses héritiers les Widonides. En 799, Guy et les comtes sous son commandement, dont son frère le comte de Venetis Frodoald (=Hrodolt) soumettent les rois bretons une première fois. Mais ceux-ci se rebellent et obligent l'empereur Charlemagne à intervenir à de nombreuses reprises. Guy II, probable neveu du premier Guy, tient le comté à partir de 813. Mais la mort de Charlemagne (814) réveille les velléités d'indépendances des chefs bretons : Morvan Lez-Breizh se rebelle contre le nouvel empereur Louis le Pieux en 818. Après une première défaite, c'est à Venetis qu'il réunit son armée, en septembre, avant de la lancer à l'assaut des forces de Morvan. En 822-825, une nouvelle révolte menée par Wiomarc'h (roi de Domnonée) est réprimée par Louis le Pieux en personne. Wiomarc'h est tué en 825, en sa demeure, par Lambert Ier, le préfet de la marche de Bretagne.

### Nominoë, prince de lacité des Vénètes

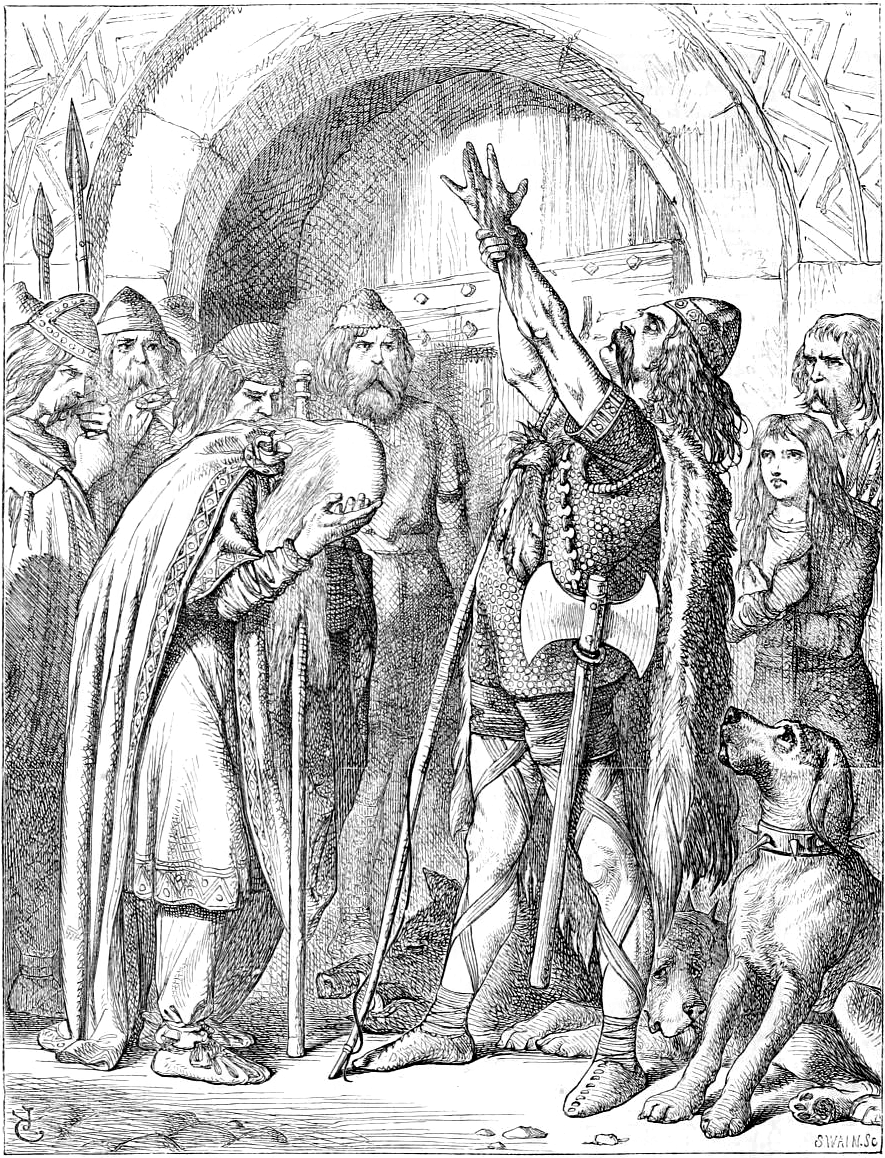
Nominoë, prince de la cité des Vénétes, dans une illustration de 1865

En 819, Louis le Pieux confie le comté de Venetis à Nominoë, un noble breton (il est Comes Venetice civitatis et Princeps Venetice civitatis, comte et prince de la cité de Vannes). En 831, après la déchéance de Lambert Ier, l'empereur fait de Nominoë le nouveau souverain de la Bretagne : Louis le Pieux le titre ducatus ipsius gentis des Bretons. Ce choix traduit une recherche d'apaisement au lieu de la politique d'affrontement qui avait précédé. Doté d'un grand sens politique, Nominoë a toujours conservé sa fidélité à Louis le Pieux, ne prenant jamais part aux complots contre sa personne. On pense, d'après ses actes, que Nominoë s'est fixé deux buts : la réunion des forces bretonnes en vue de l'affrontement avec les Francs et la protection de la Bretagne contre les incursions de ces derniers. Mais pour parvenir à ses objectifs, Nominoë devait « bretonniser » sa ville de Venetis, restée gallo-franque. C'est ainsi qu'il favorisa l'implantation d'une nouvelle abbaye, à la confluence de l'Oust et de la Vilaine, au lieu-dit Roton (aujourd'hui Redon). C'est Conwoïon, avec l'aide de ses compagnons, qui bâtissent cette abbaye en 832. En 834, Nominoë reconnaît le territoire de l'abbaye comme appartenant aux moines et reconnaît celle-ci par la même occasion. Assuré de l'appui du princeps (puis de celle de l'empereur) les moines font fructifier l'abbaye et favorisent l'apparition de « colonies » bretonnes dans ses environs, qui ferment la route de l'influence franque.

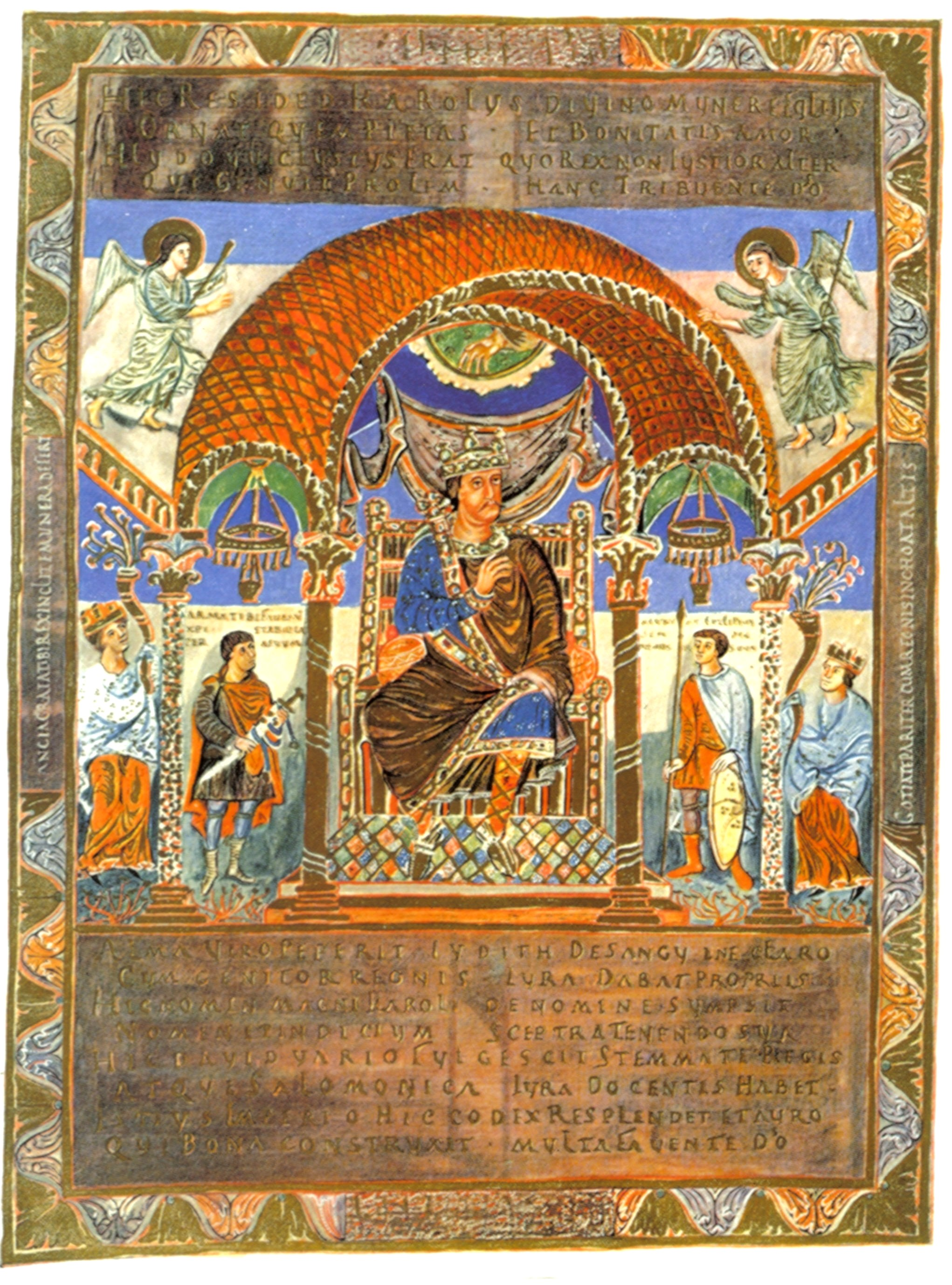
Charles II le Chauve, miniature du IX.

En 840, à la mort de Louis le Pieux, Nominoë se révolte. Profitant du chaos provoqué par les trois fils l'empereur défunt, il soulève la Bretagne contre l'Empire carolingien. L'année suivante, il envahit la marche de Bretagne avec l'aide de Lambert, fils de Lambert Ier de Nantes, qui s'est vu refuser le comté de Nantes, qu'il estime comme son héritage, par le roi Charles le Chauve. Mais la marche n'est pas tombée, hormis, brièvement, le comté de Nantes. En 845, l'armée bretonne quitte Venetis pour aller à la rencontre de l'armée carolingienne. C'est la bataille de Ballon, victoire de Nominoë contre Charles le Chauve. L'année suivante, ce dernier reconnaît l'indépendance de fait du territoire que contrôle le chef breton (la Bretagne occidentale, sans les comtés de Rennes et de Nantes).
Sans renoncer à ses incursions en pays franc, Nominoë assoit son pouvoir à l'intérieur de ses frontières. Il commence par négocier avec les Vikings qui font leurs premières incursions sur les côtes bretonnes. Il chasse également les évêques, fidèles aux Francs, convaincus de simonie qu'il fait remplacer par des évêques bretons. Ainsi, pour le diocèse de Venetis, Susan (chassé en 848) dut-il laisser sa place à Courantgen (deux ans après le départ de Susan).
Nominoë reprend sa marche guerrière en 850. Il conquiert les comtés de Rennes et de Nantes, puis continue vers le Maine et l'Anjou. Il meurt le 8 mars 851 à Vendôme (dans l'actuel Loir-et-Cher).

### Le royaume breton et les invasions normandes

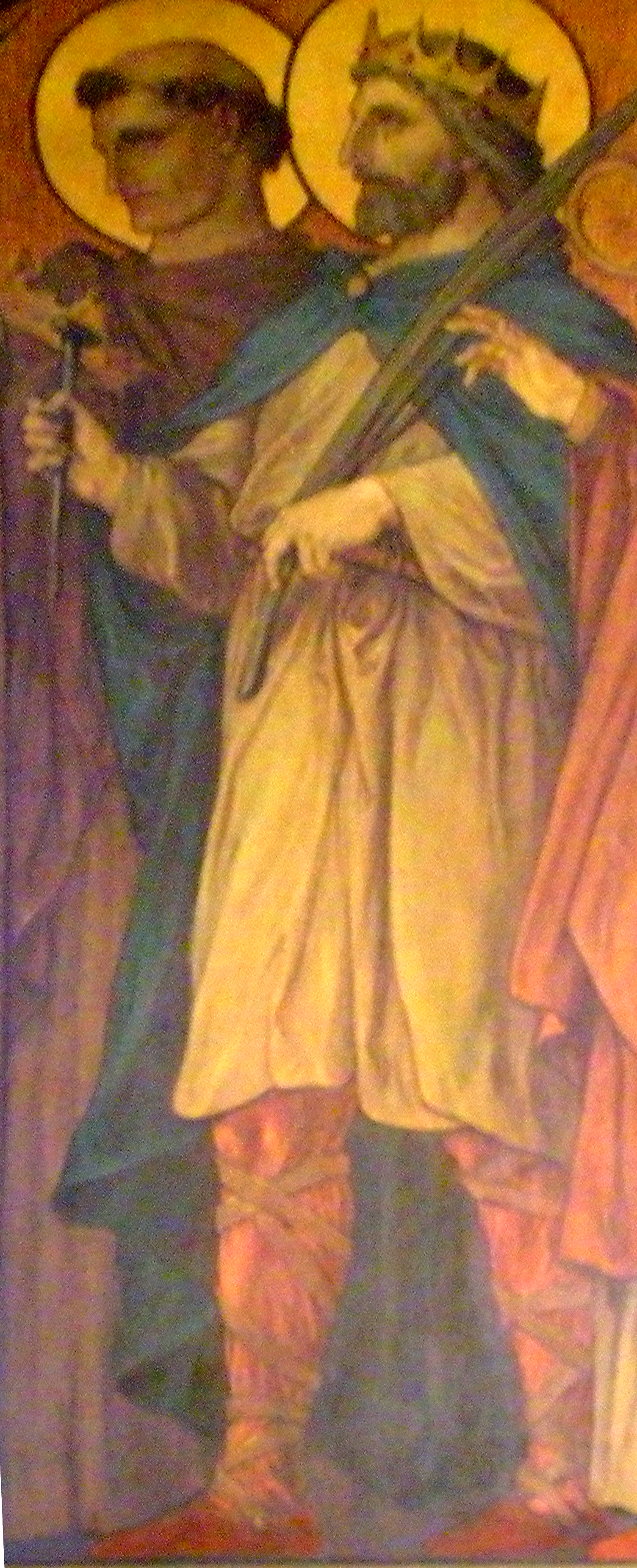
Salomon de Bretagne sur une fresque du XIX

À la mort de Nominoë, Charles le Chauve reprend l'initiative et attaque la Bretagne. Il est défait par Erispoë, le fils de Nominoë, le 22 août 851, lors de la bataille de Jengland. Charles reconnaît alors à son adversaire le titre de roi ainsi que le Pays de Retz et les comtés de Rennes et Nantes. En 854, Erispoë défend Venetis contre un premier siège des guerriers Vikings. Il meurt trois ans plus tard, assassiné par son cousin Salomon, qui devient roi. Le règne de Salomon est marqué par une habile politique de conciliation avec les voisins Francs. C'est sous son règne que le territoire breton atteint son extension maximale. Le règne de Salomon marque une période de paix et de prospérité relatifs. Mais les Vikings se font plus pressants, obligeant Salomon à s'allier à Charles à partir de 868. Il se retire après la levée du siège d'Angers en 874 et est assassiné peu de temps après.
Le comté de Venetis avait été concédé à Pascweten, gendre et conseiller du roi Salomon, qui faisait pourtant partie de la conjuration des princes qui a provoqué la chute et la mort du roi. Après quoi, il entre en compétition avec Gurwant, comte de Rennes et laisse la vie durant cette guerre civile (en 877, quelques jours après le décès de Gurwant). Son frère, Alain reprend la lutte contre le fils de Gurwant, Judicaël. Mais la pression des envahisseurs Normands les poussent à s'allier. Judicaël est tué au combat en 888 et Alain vainc les Normands à la bataille de Questembert la même année. Alain devient roi, et la postérité lui laissera le surnom d'« Alain le Grand ». Une victoire du fils de Judicaël au Nord et une autre d'Alain au Sud gardent la Bretagne de toute nouvelle agression normande pour les deux décennies suivantes.
Alain meurt en 907. Son fils, Rudalt est titré comte de Venetis, tandis que Gourmaëlon, comte de Cornouaille devient roi de Bretagne. Rudalt meurt en 913, en pleine période d'invasions. En 919, la déferlante normande s'abat sur Venetis : le Vannetais est pillé, la cathédrale incendiée, l'évêque Bili est assassiné (il sera par la suite sanctifié par le peuple). Les moines, particulièrement touchés pendant cette période, fuient emportant avec eux les objets du culte et les objets de valeur : ainsi en est-il des moines de Saint-Gildas de Rhuys, de Redon ou Locminé. La Bretagne et le comté de Venetis ne feront plus parler d'eux pendant dix ans.
En 936, Alain, fils de Mathuedoï de Poher débarque en Bretagne et chasse les Normands. Il y gagne le surnom de « Alain Barbetorte ». En 939, la bataille de Trans voit la fin de la domination normande en Bretagne, malgré un nouveau pillage réalisé en 944, à la faveur de querelles internes. Alain Barbetorte devient « Brittonum dux » (duc des Bretons) en 938 et ne relèvera pas le titre de roi de Bretagne. Le comté de Venetis et le duché de Bretagne passent successivement à ses fils Drogon, puis Hoël, Guérech et son fils Alain. À la mort de ce dernier en 990, le duché passe aux mains des comtes de Rennes ; le comté est alors incorporé au domaine ducal.

## De l'an mil à la fin de la guerre de Succession
Au cours du Moyen Âge, Venetis devient Vennes, par accentuation sur la première syllabe qui entraîne la disparition du "T". Cette orthographe va subsister jusqu'au XVIIIe siècle, où les deux orthographes sont nommées conjointement dans les écrits de l'époque.

### Une ville du duché de Bretagne

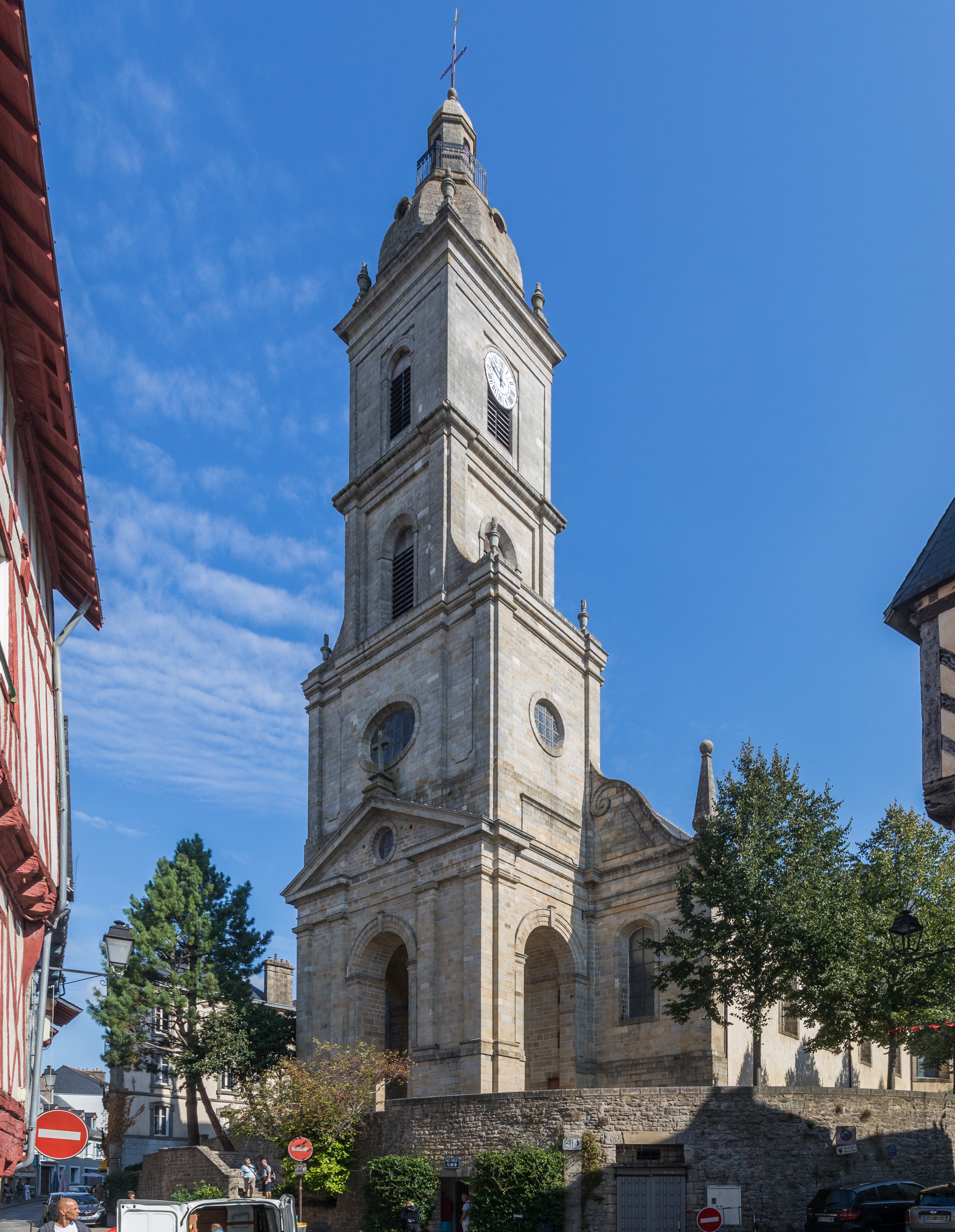
L'église Saint-Patern

Après la période des invasions normandes, Vennes se reconstruit lentement. Mais la cité garde toute son importance stratégique. C'est ainsi que Judicaël, le fils du duc Conan Ier, et frère du duc de l'époque Geoffroi Ier, est nommé évêque, vers 1008. C'est lui qui entame la reconstruction spirituelle et physique de la ville. Une reconstruction spirituelle nécessaire après les frasques de l'évêque précédent Orscand, qui distribuait les biens de l'Église à ses enfants ; une reconstruction physique indispensable, après un siècle de guerres et d'invasions, qui passe par la reconstruction de la cathédrale. Lors de ce siècle et du suivant, Vennes se développe. Le faubourg Saint-Patern, au nord-est, est restauré et son église est reconstruite. Un hôtel-Dieu voit même le jour sous le patronage de saint Nicolas. Un nouveau faubourg se constitue à l'ouest, qui prendra le nom d'un roi de Bretagne : Saint-Salomon. La constitution des faubourgs et la croissance démographique obligent les autorités religieuses à démembrer la paroisse de Saint-Patern pour en créer deux nouvelles : Le Mené et Saint-Salomon. Tous ces indices laissent à penser que la ville est dans une situation économique plutôt prospère.
Vers 1147, le duc Conan III marie sa fille Berthe à Eudon II de Porhoët et lui laisse en apanage le comté de Vennes. L'année suivante, Conan III décède et Eudon gouverne le duché au nom de Conan IV, le fils de Berthe d'un premier mariage. En 1154, à la majorité de Conan IV, Eudon refuse de lui céder le duché ; il s'enfuit en Angleterre réclamer de l'aide de Henri II Plantagenêt. Entre 1156 et 1175, Vennes est donc la cible successive des deux belligérants et est assiégée au moins cinq fois. C'est Henri II en personne qui mène le siège à deux reprises, en 1168 et 1175. La ville doit encore une fois se reconstruire, et c'est l'évêque Guéthenoc qui reconstruit la cathédrale dans le style roman tardif.
Après l'assassinat d'Arthur Ier par son oncle Jean sans terre, la révolte gronde en Bretagne, qui va se libérer de la tutelle anglaise. Autour de Guy de Thouars, veuf de la duchesse Constance, se réunissent la noblesse et le haut clergé breton. En 1206, le comté de Vennes lui est attribué (comté dont il est le dernier titulaire). C'est à Vennes que l'assemblée des notables bretons proclame Alix, fille de Constance et Guy de Thouars, seule héritière du duché. Le roi de France Philippe Auguste en profite pour la marier à Pierre Mauclerc, un prince capétien de la maison de Dreux.
La paix revenue, Vennes poursuit son essor économique. C'est ainsi que naissent la Cohue et les Halles (dont les premières mentions datent du XIIe siècle). En 1237, le duc Jean Ier installe un atelier monétaire et décide la réfection des murailles vieillissantes. En 1260, s'installent dans un couvent au sud-ouest de l'enceinte des moines franciscains (aussi appelés cordeliers en France). L'apparition d'un couvent de moines mendiants en ville indique la richesse de celle-ci, ou plutôt la richesse de ses habitants. En 1286, un important séisme frappe la région et occasionne d'importants dégâts. Le château de la Motte est abandonné par le duc Jean II à l'évêque Henri Tore l'année suivante. Celui-ci en fait le manoir épiscopal, la résidence des évêques. En 1312, le duc Arthur II est inhumé au couvent des Cordeliers. Sans qu'une date puisse être donnée, il faut noter, au cours du XIIIe siècle, la naissance du Tro Breizh, pèlerinage dans les villes des sept saints fondateurs de la Bretagne, qui constitue une manne financière que vont se disputer les prêtres de la cathédrale et de l'église Saint-Patern.

### La guerre de Succession du duché de Bretagne
Le 30 avril 1341, le duc Jean III de Bretagne meurt sans descendance malgré trois mariages, avec Isabelle de Valois, Isabelle de Castille et Jeanne de Savoie, et sans avoir désigné son successeur. La mort du duc déclenche une guerre sanglante qui va durer 24 ans : la guerre de Succession de Bretagne.
Jeanne de Penthièvre, fille du frère du duc, Guy de Penthièvre, et Jeanne de Flandre se disputent l'héritage et poussent leurs maris Charles de Blois, neveu du roi de France, et Jean de Montfort, fils d'Arthur II de Bretagne, à revendiquer le duché. Mais, la France et l'Angleterre sont déjà en conflit depuis 1337 et Édouard III s'est proclamé roi de France. Ainsi, Jean de Montfort lui prête l'hommage lige alors que Charles de Blois le fait pour son oncle Philippe VI de France. Les concurrents se présentent tous deux à Paris pour recevoir l'arbitrage du roi Philippe, mais en mai 1341, sentant que le verdict serait en faveur de Charles de Blois, proche parent du roi, Jean de Montfort, poussé par sa femme Jeanne de Flandre prend les devants : il s’installe à Nantes, la capitale ducale, et s’empare du trésor ducal à Limoges, ville dont Jean III avait été le vicomte. Dans les mois qui suivent (juin-juillet), il effectue une grande chevauchée dans son duché pour s'assurer le contrôle des places fortes, la ville de Vennes se donne paisiblement au parti de Montfort.

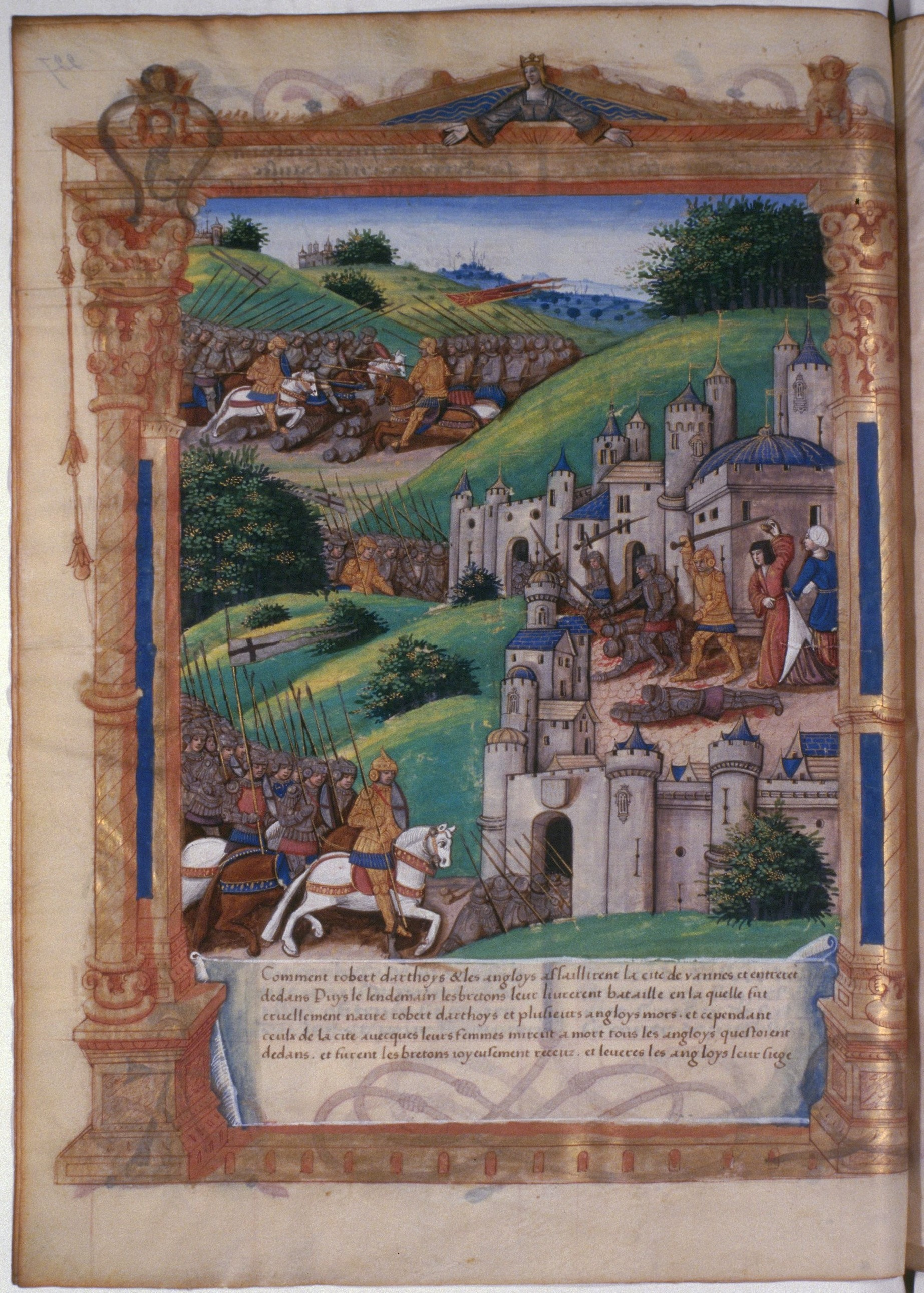
Prise de Vennes, enluminure du XV par Guillaume Fillastre

En janvier 1342, alors que Montfort est fait prisonnier à Nantes et que son parti est privé de son chef et du soutien des grandes familles bretonnes, Jeanne de Flandre se rend à Vennes. Elle présente son fils Jean aux partisans de son mari et les exhorte à continuer la lutte. Elle quitte la ville quelques jours plus tard pour se retrancher à Hennebont, où elle réussira à vaincre les troupes françaises, y gagnant le surnom de Jeanne la Flamme. Pendant ce temps, Charles de Blois se rend maître de Vennes, après une journée de siège, le Conseil des Bourgeois ayant décidé de se rendre après les combats meurtriers. Charles s'assure de la sécurité de la place, place Hervé de Léon et Olivier de Clisson à la tête des défenseurs et repart vers Carhaix cinq jours plus tard. Robert d'Artois se présente devant la ville quelque temps après, à la tête d'une armée anglaise forte de 10 000 hommes. Il prend la place par ruse le lendemain : ayant allumé des feux la nuit devant deux des portes et engagé le combat, il envoie une petite troupe escalader les murailles et prendre les défenseurs à revers. Une partie de la garnison parvient à s'enfuir, dont les chefs des assiégés, tandis que le reste se rend. Clisson et Léon, ayant levé une troupe de 12 000 soldats se présentent en octobre devant la ville. Celle-ci est reprise, malgré la défense vigoureuse de Robert d'Artois, qui est mortellement blessé durant le siège (il meurt à Londres, quelques jours plus tard).
Piqué au vif, le roi d'Angleterre Édouard III vient lui-même diriger sa guerre et assiège la ville en décembre avec 12 500 soldats. En janvier, le roi de France Philippe VI approche avec 50 000 hommes. Vannes est sauvée du choc par les deux légats du pape Clément VI qui obtiennent une trêve de trois ans conclue à Malestroit le 19 janvier 1343. Malgré les serments, les troupes anglaises entrent dans la ville en septembre 1343, où elles demeureront jusqu'à la fin de la guerre. Elle reste Montfort. Charles de Blois, prisonnier y est soigné avant d'être envoyé à la tour de Londres. À partir de 1362, le fils de Jean de Montfort, Jean IV, en fait sa résidence habituelle et c'est de là qu'il part pour vaincre et tuer au combat son compétiteur Charles de Blois à la bataille d'Auray en 1364.
Le premier traité de Guérande, signé le 12 avril 1365 met fin à la guerre et reconnaît Jean IV, duc de Bretagne. Malgré ce traité, Les hostilités reprennent en 1373, forçant le duc à se réfugier en Angleterre. Charles V envahit la Bretagne et reprend les places-fortes. C'est Bertrand Du Guesclin, son connétable, qui prend la ville de Vennes. En 1378, à la suite de la confiscation du duché et de son rattachement au domaine royal, la noblesse bretonne rappelle son duc. Celui-ci reconquiert son duché, avec l'aide des troupes anglaises, et entre à Vennes en 1379, en compagnie de Thomas de Woodstock, fils d'Édouard III. Les troupes anglaises passeront deux ans dans la ville. Elles la quittent le 11 avril 1381, alors que la paix et la prospérité reviennent sur le duché.

## L'âge d'or sous les derniers ducs de Bretagne

### Jean IV fait de Vannes sa résidence ducale

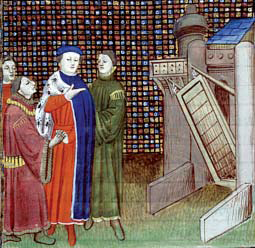
Jean IV de Bretagne et ses conseillers

De retour de son dernier exil en Angleterre en 1379, le nouveau duc, Jean IV, fait de Vennes sa résidence favorite. Une formidable expansion s’amorce, s’amplifiant au siècle suivant. Vennes devient la place forte du duc de Bretagne durant plusieurs décennies. Les ducs issus de la maison de Montfort vont pratiquer une subtile politique d’équilibre entre les royaumes de France et d’Angleterre. Jean IV refuse alors de prêter l’hommage lige (très contraignant sur les obligations du vassal envers son suzerain) à Charles V, roi de France, pour ce qui est du duché. Il ne le consent que pour ses possessions et seigneuries en France.
Vennes, troisième ville de Bretagne, devient capitale du duc au détriment des deux autres cités ducales éminentes de Rennes et Nantes. Et ceci pour une raison essentiellement stratégique, les deux grandes villes sont proches des frontières séparant le duché du royaume de France et sont plus sensibles aux assauts d’armées françaises. Vennes est située bien plus à l’intérieur et c’est pourquoi Jean IV en fait sa ville préférée. Ce que l'on voit au nombre d’actes et de mandements (120 pris à Vennes contre 95 à Nantes) et au lieu de réunion des États de Bretagne : c'est en la salle haute des halles de la Cohue qu'ils se sont le plus souvent tenus pendant son règne et celui de ces successeurs (29 fois entre 1365 et 1491).
Le nouveau duc qui, quelques mois après le traité de Guérande, fait face à des besoins financiers, réunit les États qui lui accordent, le 20 octobre 1365, le droit de percevoir le premier « fouage » général de son règne, impôt direct perçu sur tous les roturiers et qui assurait près des deux tiers des revenus annuels du duché.
Lors de son dernier exil à la cour d'Angleterre entre 1377 et 1379, le duc de Bretagne Jean IV le Conquérant put observer les bénéfices de l'institution d'un ordre de chevalerie qui liait fortement un groupe de nobles fidèles à la personne du roi : l'ordre de la Jarretière. De retour en Bretagne en 1379, après avoir été trahi tant de fois par la noblesse bretonne, Jean IV créé en 1381 en la ville de Vennes son propre ordre : l'Ordre de l'Hermine.
La Chambre des comptes est créée à Vennes et y siège jusqu'en 1491-1499 ainsi que le parlement de Bretagne qui devient souverain en 1485. Le Parlement reste à Vennes jusqu'en 1553, date à laquelle Nantes et Rennes se le disputent. Vennes est la première capitale de l'État breton et le siège de son administration supérieure. La ville reste pourtant de taille modeste.
Les joutes de Vennes en 1381
- Équipe anglaise :
  - Gautier Cloppeton
  - Édouard de Beauchamp
  - Thomas de Hennefort
  - Cosselay
  - Jean de Tracio
- Équipe bretonne :
  - Jean de Chastel Morant
  - Le Barois
  - Le Bastard de Glarins
  - le vicomte d’Aunai
  - Tristan de la Jaille

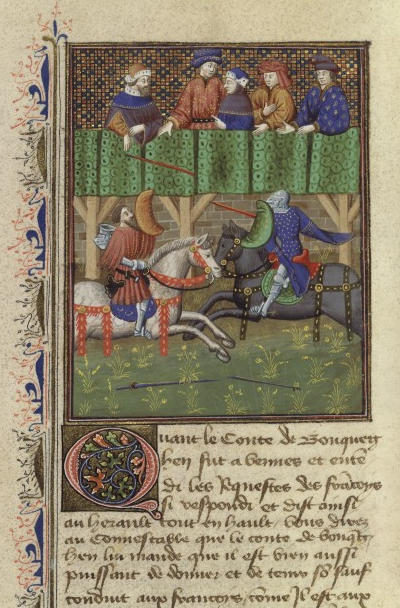
Joutes de Vannes en 1381

En 1381, le duc de Bretagne et le comte de Buckingham assistent à des joutes dans la ville. Au Moyen Âge, tout événement devient prétexte pour jouter. À Vennes, comme dans les grandes villes de l’Europe médiévale, les tournois et les joutes sont des événements, moyens pour les seigneurs d’apprendre à leurs aînés les règles de la chevalerie.
La Chronique du bon duc Loys de Bourbon et la Chronique de Jean Froissart parlent longuement de ces joutes, où devaient primitivement figurer quinze hommes d'armes du duc de Bourbon contre quinze Anglais, pour rééditer le combat des Trente qui a eu lieu trente ans plus tôt. La joute, qui devait initialement se tenir à Nantes au moment du siège de la ville par le comte de Buckingham, se déroula à Vennes (probablement sur la place des Lices), le siège de Nantes ayant été levé. Les champions, réduits à cinq de chaque côté (par suite de la fatigue des chevaliers anglais) ne portent pas tout à fait les mêmes noms que dans les chroniques de Froissart. Le combat se termine par la victoire des bretons.
Le soir, lors du repas organisé par le duc de Bretagne pour fêter la victoire des bretons, un chevalier anglais du nom de Farintonne provoqua Jean de Chastel Morant qui avait vaincu son cousin, le chevalier Cloppeton. Par traîtrise, Farintonne fit ôter les genouillères de son adversaire, promettant de ne frapper que les armes. Au troisième assaut, le chevalier anglais perça le genou de Chastel Morant et s’attira les foudres du duc Jean IV et du comte de Buckingham. Farintonne fut mis en prison sur ordre des deux souverains et fut livré à Chatel Morant qui lui laissa sa liberté par esprit chevaleresque. Touché par le geste, le comte de Buckingham fait porter au chevalier une bourse de 150 nobles et un gobelet en or. Ce dernier refuse la bourse mais conserve le gobelet en souvenir.
L’emprisonnement du connétable de France

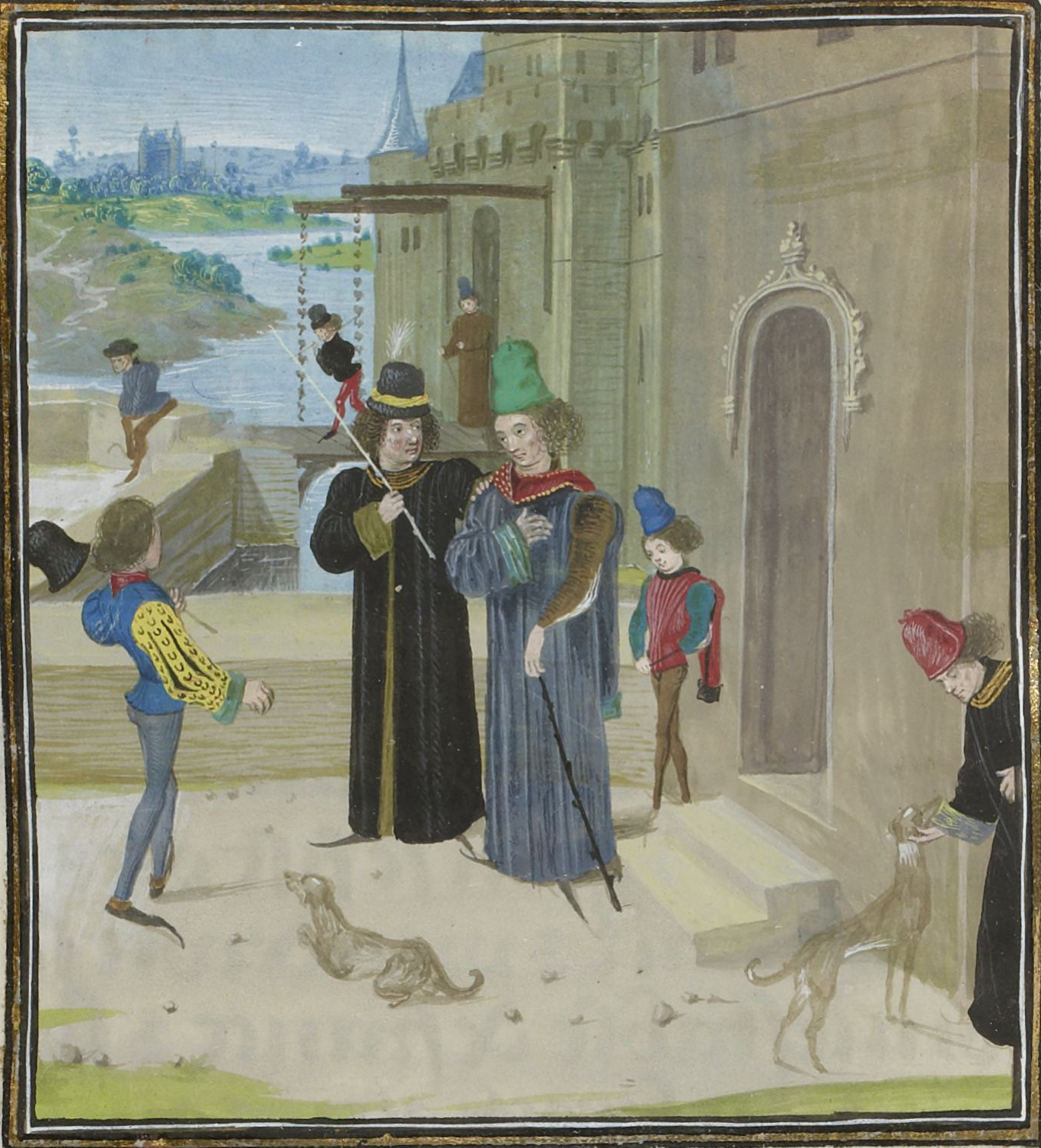
Arrestation d'Olivier de Clisson, Chroniques de Jean Froissart

Le château de l'Hermine va être le théâtre d’un événement considérable du règne du duc Jean IV : l’arrestation d’Olivier V de Clisson, puissant seigneur breton et connétable de France, descendant des barons de Clisson et héros de la guerre de Succession de Bretagne.
Compagnon du duc, Clisson change de camp en 1369, rejoignant le parti ennemi, celui de Jeanne de Penthièvre. En 1370, il achète le comté de Porhoët et en 1380 devient connétable de France. Devenant un dangereux rival aux yeux du duc Jean IV, celui-ci décide de l’éliminer. L’occasion se présente le 26 juin 1387, à l’issue des États de Bretagne tenus à Vennes.
Lors du banquet clôturant les États, le duc invite ses hôtes à découvrir son château de l’Hermine en cours de construction. Olivier de Clisson cède à l’invitation de son hôte et accompagné du duc visite toutes les pièces. Alors qu’il rentre dans la tour du donjon, les gens d’armes de Jean IV le saisissent et lui mettent les fers aux pieds. Le duc donne l’ordre à Jean de Bazvalan, capitaine du château, d’exécuter le prisonnier. Le duc est toutefois alarmé par les conséquences de cette exécution et suivant les conseils du capitaine du château qui n'avait pas suivi les ordres de son souverain, il épargne le connétable. Les deux hommes se réconcilieront quelques années plus tard.

### Aménagement et urbanisme sous Jean IV

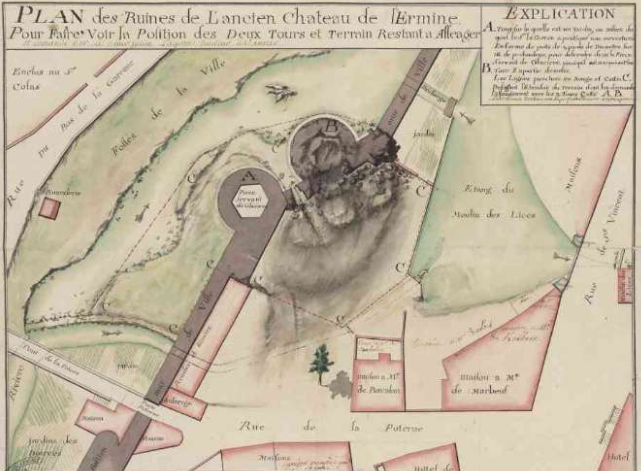
Ruine du château de l'Hermine vers 1769

C’est à l’époque de Jean IV que l’enceinte de la ville est réédifiée et étendue vers le sud pour protéger les nouveaux quartiers. Le duc veut faire de Vennes non seulement un lieu de résidence mais également une place forte sur laquelle il peut s’appuyer en cas de conflit. La nouvelle enceinte de la ville comprend cinq portes, chacune encadrée de deux tours, et flanquée, en outre, de cinq autres tours, indépendantes des portes. L’enceinte s’appuie également sur deux châteaux : l’ancien château de la Motte (au Nord sur le Mené) et la forteresse de l’Hermine, à l’Est, face au parc de la Garenne.

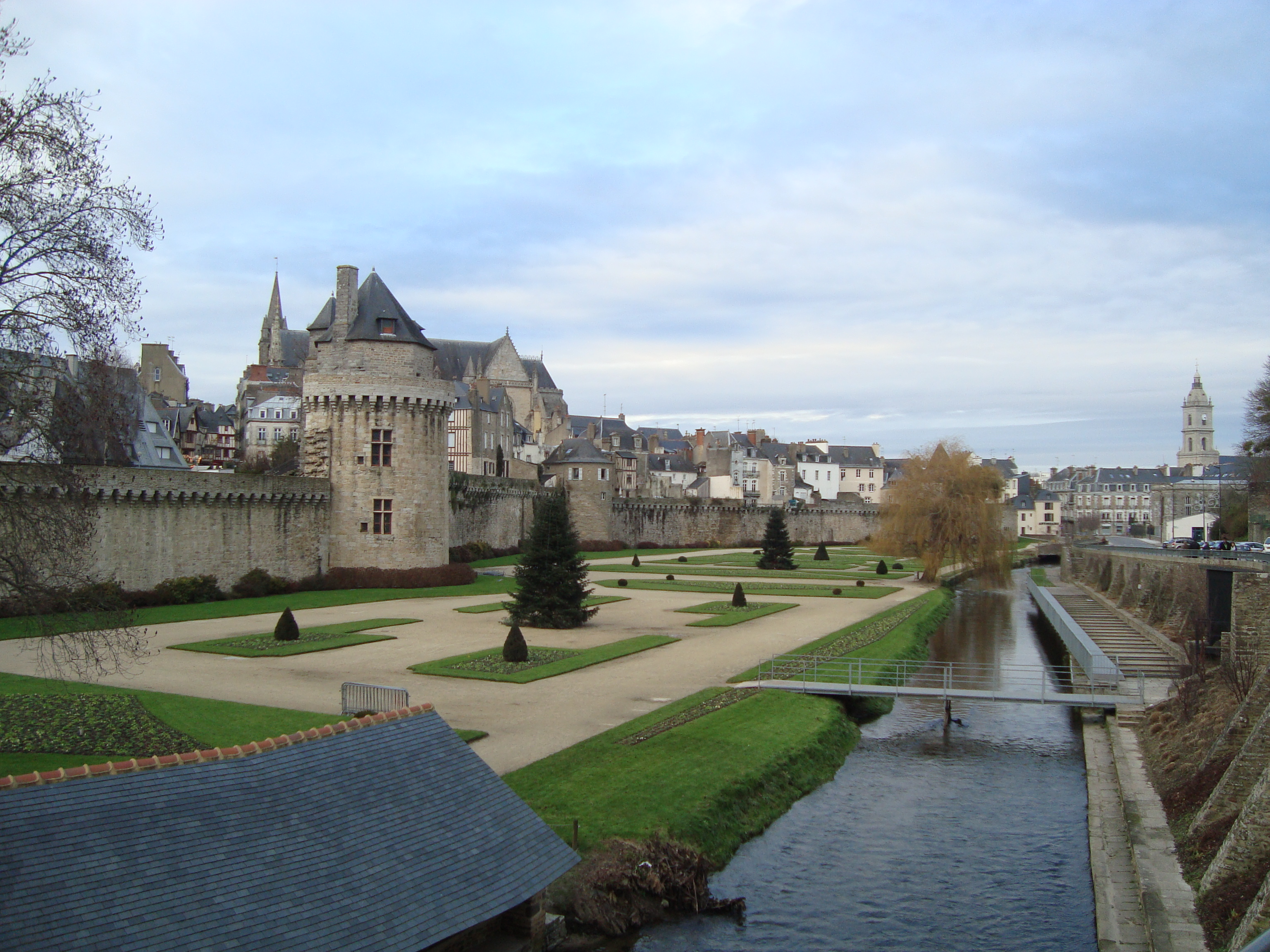
La seconde enceinte et la tour du Connétable

C'est le duc qui décide de faire bâtir ce château, autant une demeure qu'une forteresse. Les travaux vont s'étendre de 1380 à 1385. De nombreuses dépendances y sont adjointes : un parc, une chapelle, un moulin, des écuries... Le fils du duc Jean V y naît en 1389. Selon les Chroniques de Jean Froissart, il est « très bel et très fort » et pour Bertrand d'Argentré :

« C'est un petit bastiment pour un prince, qui consiste dans un seul corps de logis, et force petites tours, issantes les unes et autres sur la douve, grande partie portée en murailles et demy-tour, et y a outre deux grosses tours par le dehors. »

— Bertrand d'Argentré, Histoire de Bretagne, 1533
En outre, le duc décide de faire réaménager la cathédrale. Ces grands chantiers font venir une nombreuse population des métiers de la construction. La présence de la cour attire aussi nombre d'artisans dans les domaines du textile et de l'alimentation. Les faubourgs du Mené, de Saint-Salomon et de Saint-Patern concentre davantage les activités industrielles ou polluantes.

### Le règne de Jean V

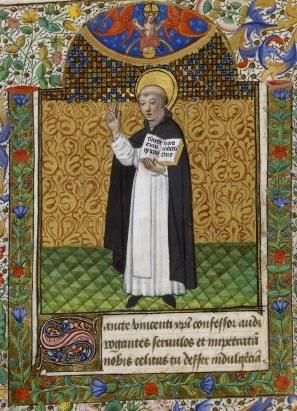
Saint Vincent Ferrier, livre d'heures de Pierre II de Bretagne.

À la mort du duc Jean IV, en 1399, la cité témoigne d’une réelle opulence, à l’abri de ses puissants remparts et de son nouveau château-forteresse de l’Hermine. Son fils aîné devient duc de Bretagne, en 1404, sous le nom de Jean V qui fait également de Vennes sa résidence préférée, ce qui lui assure une formidable prospérité.
En 1418, sur les conseils de son épouse Jeanne de France, Jean V fait venir dans sa ville de Vennes, le prédicateur dominicain Vincent Ferrier. Celui-ci prêche sur la place des Lices pendant trois semaines (du 5 au 29 mars), avant de repartir sur les chemins. Il repasse à Vennes en février 1419, affaibli et malade, où il meurt le 5 avril 1419. Il est inhumé en la cathédrale dès le surlendemain. Dès lors, les pèlerins affluent vers Vennes. Le prédicateur est canonisé en 1455 par le pape Calixte III. Les pèlerins de plus en plus nombreux, assurent la prospérité du diocèse, qui peut engager de nouveaux travaux sur la cathédrale grâce aux offrandes : la nef est reconstruite entre 1456 et 1475, le porche entre 1484 et 1494, les transepts au début du XVIe siècle.
Jean V décède le 29 août 1442.

### Les derniers ducs de Bretagne

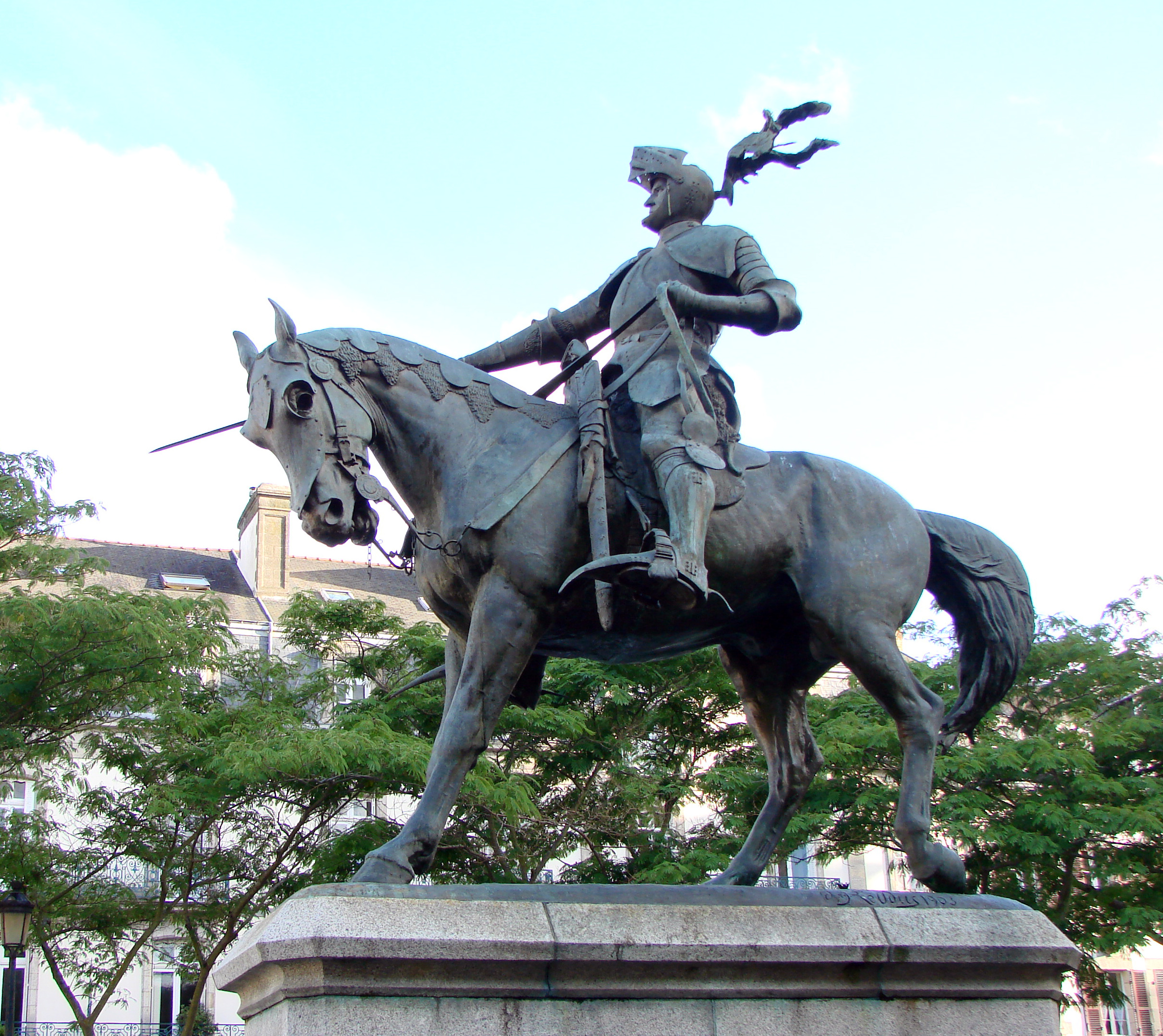
Statue d'Arthur III de Bretagne devant l'hôtel de ville de Vannes.

Les ducs suivants continuent à tenir leur cour à Vennes. Il s'agit de François Ier (1414 à Vennes - 1450 à Vennes), Pierre II (1418 - 1450), Arthur III, comte de Richmond (1393 - 1458). Si la cour se réunit à Vennes, la ville est petit à petit délaissée au profit de Nantes. Néanmoins, la vie ducale continue au château de l'Hermine, comme le confirme le mariage de Marguerite de Bretagne, fille de François Ier, et de François, comte d'Étampes le 16 novembre 1455.
François II, devenu duc en 1458, à la mort du connétable de Richemont, abandonne la cité au profit de Nantes, où il se fait construire un nouveau château. Le château de l'Hermine devient alors tour à tour lieu de refuge pour Charles de France, en lutte contre son frère Louis XI (en 1466 - 1467) ou pour Henri Tudor, prétendant au trône d'Angleterre (en 1483 - 1484) et prison pour Guillaume Chauvin, ancien chancelier du duché (de 1481 à sa mort en 1484).

### Vannes dans les guerres de la fin duXVesiècle

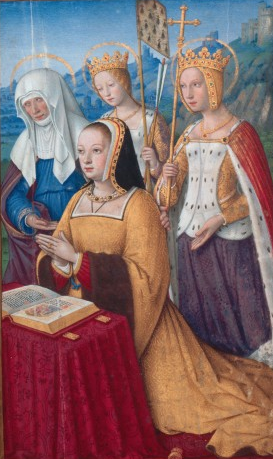
Anne de Bretagne en prière, Les Grandes Heures d'Anne de Bretagne, Jean Bourdichon, début XVI

Les deux guerres successives (guerre folle et guerre de Bretagne) opposent entre 1485 et 1491 un parti princier semblable à la Ligue du Bien public, à Anne de Beaujeu, régente de France après la mort de Louis XI, et Charles VIII, roi de France.
Lors de la Guerre Folle, qui est à l'origine de l'annexion de la Bretagne au domaine royal, François II se réfugie à Vennes, puis à Nantes qui est plus facile à défendre. La cité est cinq fois prise et reprise par les troupes bretonnes ou françaises. Le 1er juin 1487, Vennes capitule devant les troupes françaises ; l'année suivante, la ville se rend à maréchal de Rieux, après un siège d'une semaine. Le 28 juillet 1488, François II subit une lourde défaite à Saint-Aubin-du-Cormier ; il décède un mois plus tard, le 9 septembre 1488. C'est sa fille, Anne, qui devient duchesse et continue le conflit. Dans ce contexte, Vennes est reprise par les Français le 19 février 1489 et de nouveau par les Bretons le 7 avril suivant. Le 4 juillet, les États de Bretagne sont réunis à Vennes. Ils ratifient les impôts nouveaux et accordent de nouvelles taxes permettant de payer les ralliements de Jean de Rieux, Alain d'Albret et Françoise de Dinan, sa demi-sœur. Mais la ville est prise une dernière fois en 1490 par les troupes françaises, qui incendient les faubourgs du Mené et de Calmont. La guerre se termine l'année suivante, avec le mariage d'Anne de Bretagne et de Charles VIII le 6 décembre 1491.

### La fin du duché de Bretagne

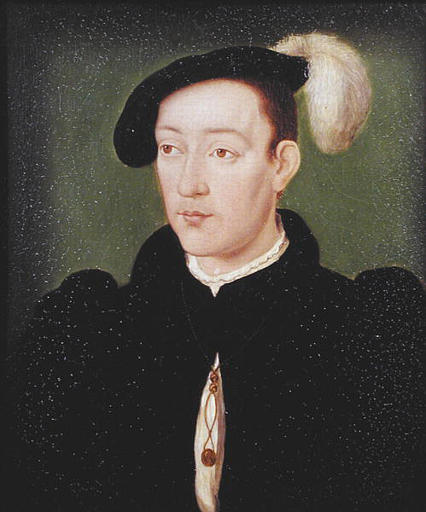
François III de Bretagne

Le duché est dès lors administré de facto comme une province française par Charles VIII. À la mort de ce dernier, Anne de Bretagne reprend le contrôle sur son duché et impose ses conditions au nouveau roi Louis XII, qu'elle épouse le 8 juillet 1499. En 1505, elle effectue le pèlerinage du Tro Breizh et passe par Vennes, où elle visite et finance le chantier de la cathédrale. Anne meurt le 9 janvier 1514 à Blois.
Sa fille, Claude de France, devient duchesse. En 1515, Louis XII décède à son tour et c'est François d'Angoulême, le mari de Claude, qui devient roi de France. Profitant du caractère de son épouse, il lui fait signer toutes les concessions qu'il désire et transfère l'"héritage" du duché du cadet de ses fils à l'aîné (le contrat de mariage de Louis XII et Anne de Bretagne stipulait que l'héritier du duché serait le cadet de ses fils ou, à défaut le cadet de son fils unique ou de son aînée).
La reine Claude donne naissance à un fils le 27 février 1518. Prénommé comme son père, François, il est titré dauphin et deviendra duc de Bretagne à la mort de sa mère. La même année, François Ier et Claude entreprennent un voyage en Bretagne afin de séduire les bretons. Partis de Nantes à la mi-août, ils font leur entrée le 1er septembre à Vennes et y resteront jusqu'au 13.

« Le roi dût à Vannes, comme il le fit dans tout son itinéraire de Bretagne, user de son art de séduire. Très accueillant, il manifestait
aux gens l’intérêt qu’il leur portait et trouvait les mots qui convenaient à chacun […] Cette opération de charme n’a laissé pour traces que les faveurs accordées, présents et lettres de rémission, encore que la générosité royale s’exerçât de manière discrète. François Ier saura attendre que mûrissent les fruits de sa diplomatie à long terme. Quand il jugera le moment favorable, il reprendra la route de Vannes pour y venir les récolter »

— Henry Marsille  Vannes au Moyen Âge, bulletin de la Société Polymathique du Morbihan, 1982.
À la mort de la reine, en 1524, c'est leur fils aîné, François qui est désigné duc de Bretagne. Mais François Ier reste toujours accroché à son objectif : l'union perpétuelle du duché au royaume. Après d'habiles manœuvres politiques, il convoque les États de Bretagne à Vennes. François Ier accompagné de son ainé, nouveau duc de Bretagne, s'installe au château de Suscinio, non loin de Vennes, par mesure de prudence. Les séances des États se tiennent au manoir épiscopal de la Motte. Le 4 août 1532, sur les instances du roi, les députés lui présentent, dans la grande salle de la Motte leur désir d'unir la Bretagne à la France auquel il répond par la Lettre de Vannes :

« Comme en la présente assemblée des États desdits pays et Duché tenus et assemblés, nous et notre dit fils le Dauphin présents en nos personnes en cette ville de Vennes, lesdits gens desdits États nous ayant très humblement suppliés et requis que, unissant perpétuellement à toujours ce pays et Duché de Bretagne à nos Royaumes et Couronne de France, notre bon plaisir soit de les entretenir, garder et observer dans leurs privilèges, franchises, libertés et exemptions anciennement octroyées et accordés par les Ducs de Bretagne nos prédécesseurs, [...] nous confirmons, louons, ratifions et approuvons tous et chacun lesdits privilèges, exemptions, franchises et libertés à eux octroyés et concédés, [...] réservé toutefois ce que les gens mêmes desdits États nous pourrons requérir être réformé ou changé pour le bien, profit et utilité dudit pays. Aussi nous ordonnons [...] que de nos présentes grâces, ratification, approbation et confirmation ils fassent, souffrent et laissent les gens desdits trois États jouir et user pleinement et paisiblement, sans leur faire, mettre ou donner, ni souffrir être fait, mis ou donné aucun trouble ou empêchement contraire ; car tel est notre plaisir. Et afin que ce soit toujours chose ferme et stable, nous avons fait mettre notre scel à cesdites présentes, sauf en autres choses notre droit et l'autrui en toutes. Donné à Vennes au mois d'Août l'an de grâce 1532, et de notre règne le dix-huitième »

— François Ier, Lettre de Vannes.

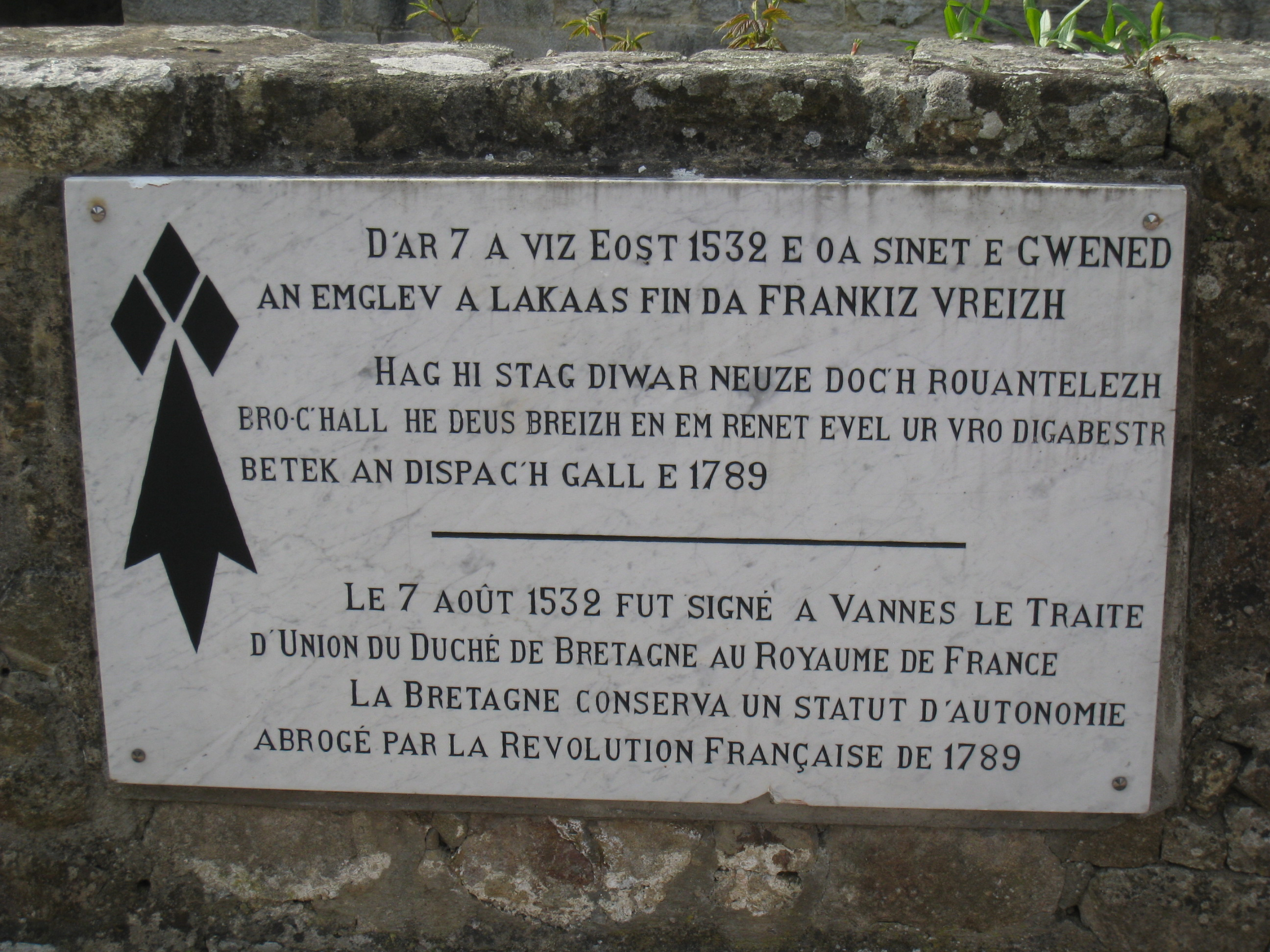
Plaque commémorative de l'union apposée devant la porte Calmont

Dès le lendemain, Vennes, en compagnie du roi et du duc, fête l'événement. L'édit qui scelle l'Union de la Bretagne à la France est promulgué à Nantes le 13 août 1532. Par la suite Vennes sera récompensée, le vœu du roi ayant été exaucé dans la cité. François Ier lui fait un don annuel de 400 livres tournois afin que les travaux du port puissent être achevés. Le roi exempt également la ville d'impôts pendant 10 ans.

## Une ville du royaume de France

### Le déclin duXVIesiècle

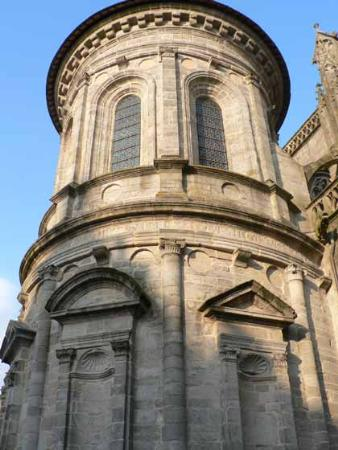
Cathédrale Saint-Pierre - chapelle du Saint-Sacrement

L'intégration du duché au royaume de France prive petit à petit Vannes de ses attributs de capitale au profit de Rennes ou Nantes. Ainsi, après le départ de la Chambre des comptes en 1495 puis de ses archives en 1501, c'est le Parlement de Bretagne qui déménage pour Rennes en 1552. En 1558, le bâtiment qui accueillait la chambre des comptes est donné à la ville pour la tenue de ses réunions. Les États de Bretagne ne se réunissent plus que de manière ponctuelle à Vennes (1559 et 1582). Néanmoins, un présidial (institution rendant la justice dans les "petites" affaires) est mis en place en 1574.
Sur le plan religieux, le chantier de la cathédrale se poursuit. Ainsi, en 1537 commence la construction d'une chapelle de style Renaissance, sous le mécénat de Jean Daniélo. L'année 1539 voit le retour des religieuses carmélites qui s'étaient réfugiées à Nantes en 1479. Celles-ci bâtissent le monastère de Notre-Dame de Nazareth. Si le sentiment religieux semble se maintenir dans la ville, les évêques n'en profitent pas. Les trois-quarts des évêques du XVIe siècle n'ont en effet jamais résidé en ville, profitant de leur fonction de cardinal à Rome et des revenus que leur procurent cette charge. En 1562, un pasteur prêche la nouvelle religion réformée à Vennes, sans pour autant convaincre ses habitants qui resteront fidèles à la religion catholique.
Malgré le déclin constaté sur le plan politique, la ville affiche une bonne santé économique, dans une période de paix retrouvée. Les importations de vins, par exemple, continuent avec la même vigueur, et impriment leur marque sur la toponymie de la ville : une « rue aux vins » et un « quai aux vins » sont ainsi signalés à la fin du siècle. L'imprimerie fait son apparition à cette époque, un imprimeur (Jean Bourrelier) étant attesté en 1585, après le passage hypothétique d'un libraire trente ans auparavant. Dans les années 1570 commence la construction d'un établissement scolaire, sur la place du « Grand Marcheix » qui sera interrompue par les troubles de la dernière guerre de religion.

### Les guerres de la Ligue

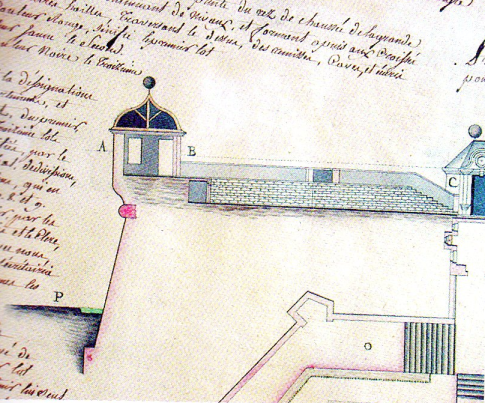
Bastion de Brozillay - dessin daté du 28 germinal de l'an III (17 avril 1795)

Le 5 septembre 1582 est nommé Philippe-Emmanuel de Lorraine, duc de Mercœur au poste de gouverneur de Bretagne. Son adhésion à la Ligue catholique lui fait tenir tête à Henri IV lorsque celui-ci devient roi de France en 1589, à la mort de son cousin Henri III. Il reprend alors les prétentions de sa femme Marie de Luxembourg, héritière de la maison de Penthièvre, et du duché de Bretagne (bien que sa famille ait vendu ses droits à la succession à François Ier au début du siècle) ; il tente alors de recouvrer l'indépendance du duché.
La Bretagne s'embrase une nouvelle fois, Vennes prend le parti des ligueurs. Après ses premières défaites, le duc de Mercœur engage le combat à Vennes en mai 1590, contre le prince de Dombes, chef des armées royales. Il s'agit de sa première victoire militaire en Bretagne. En octobre, il fait appel au roi d'Espagne Philippe II, catholique. Celui-ci lui envoie une troupe de 7 000 soldats, dont une partie stationnera dans les faubourgs de Vennes. Pour préserver la ville, les remparts sont relevés, les douves sont nettoyées, des bastions sont élevés (bastions Notre-Dame, de Brozillay, de Haute-Folie et de Gréguennic). Les Espagnols, dont la garnison doit toujours être entretenue aux dépens des gens de la ville, commettent quelques exactions : on leur attribue ainsi l'incendie de la tour Trompette et une tentative de vol des reliques de saint Vincent Ferrier (originaire de Valence en Espagne).
Mercœur se soumet définitivement le 10 mars 1598. Le 13 avril, Henri IV signe à Nantes, l'édit qui reconnaît la liberté de culte aux protestants.

### La belle époque desXVIIeetXVIIIesiècles

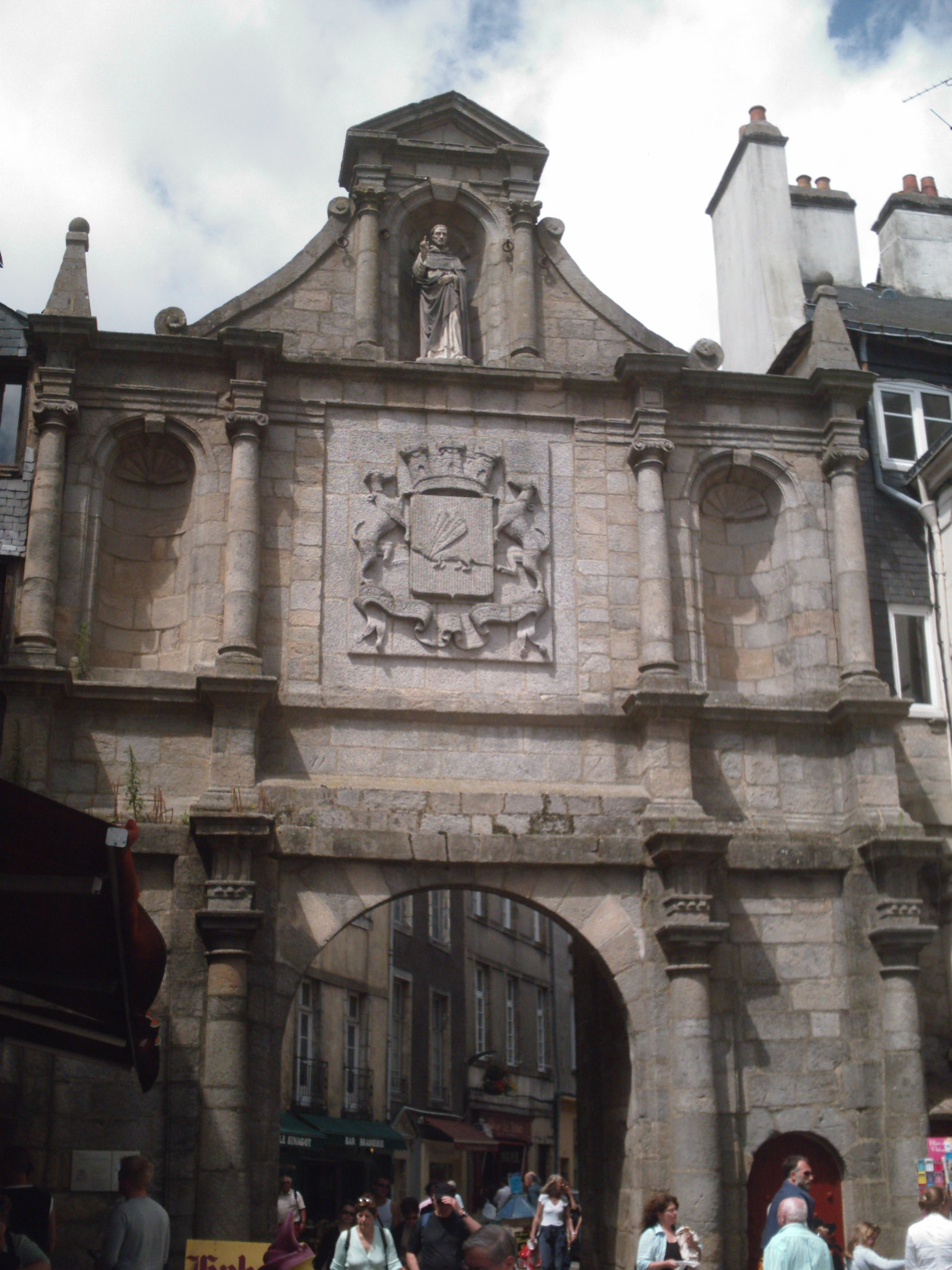
La porte Saint-Vincent

Après cet épisode de troubles à la fin du XVIe siècle, la ville reprend ses activités économiques.
Les remparts voient leur rôle décliner avec la fin des troubles, et seront progressivement afféagés (cédés) à de riches particuliers. mais quelques aménagements voient encore le jour : la porte Saint-Vincent (du nom de saint Vincent Ferrier) est percée en 1624 et l'éperon de la Garenne est achevé en 1628. Entre-temps, les États de Bretagne demandent en 1614 au roi Louis XIII que le château de Vennes soit entièrement ruyné du costé de la ville, en sorte que l'on ne s'y puisse habituer, et la fosse comblée du costé de la ville. Le roi autorise le comblement des douves, et des habitations sont aménagées dans la basse-cour du château, mais celui-ci reste la propriété du roi. C'est également à cette époque que la ville voit la construction de nombreux hôtels particuliers, signe de la vitalité économique de la cité.
En 1675, des troubles éclatent en Bretagne : c'est la révolte des Bonnets rouges ou révolte du papier timbré. Quelques troubles éclatent à Vennes, mais la plupart des émeutes ont lieu dans la ville de Rennes et en basse-Bretagne, particulièrement en Cornouaille. En représailles à l'insurrection rennaise, Louis XIV déplace le siège du parlement de Bretagne de Rennes à Vennes. Le retour du Parlement à Vennes de 1675 à 1689, que les rennais appellent l'« exil », provoque un tel afflux de population que son urbanisme en sera transformé. De nouveaux espaces verts sont aménagés (la Garenne, la Rabine), la voirie se transforme (percement de la porte Poterne en 1678), l'urbanisme se modifie (aménagement des abords de la rue Saint-vincent, pour loger les parlementaires) ; un aqueduc est même construit en 1687, à partir des sources de Meucon, pour remédier au problème de l'approvisionnement en eau potable ; il s'effondre une vingtaine d'années plus tard. En 1697, Louis XIV donne à la ville le château de l'Hermine, en ruines, dont les pierres vont servir aux nombreux projets d'aménagements.

### Le port de commerce

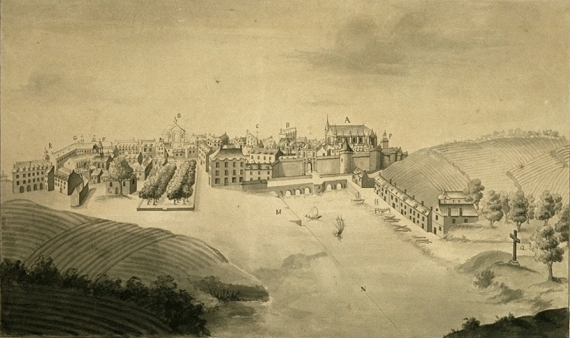
Le port de Vannes au XVIII

Le commerce de long cours ne pouvait pas se développer à Vannes du fait de sa position au fond d’un golfe connu pour ses forts courants et sa topographie complexe. Au-delà de 35 tonneaux, les bateaux ne peuvent accéder au port. Les replis du golfe du Morbihan obligent les navires à effectuer de nombreux contours. Le port connait des problèmes d’envasement et l’existence d’une butte au niveau de Kérino, qui obstrue l’accès à la Marle, oblige les navires les plus importants à mouiller à Conleau, où les marchandises sont acheminées par allège. Cette méthode de transport par le biais d’un chaland augmentait le prix des marchandises.
Au milieu du XVIIIe siècle, on trouve à Vannes, comme dans seize autres port français, des armateurs qui participent au commerce triangulaire à la traite des noirs. Deux négociants vannetais ont été identifiés : Joseph Ange Guillo du Bodan (1693-1755), maire de Vannes de 1747 à sa mort, et Ignace Advisse-Desruisseaux (1703-1786) qui, après avoir séjourné deux ans à Nantes, se lance dans des armements transatlantiques: « La Marguerite » part de Conleau, en octobre 1749, et « La Ressources » en 1752.
Au total se seraient près de 2 000 esclaves qui auraient été transpotés sur quatre navires vannetais, « La Marguerite » (90 tonneaux), « Le Duc de Rohan » (220 tonneaux), « La Concorde », « La Sirène » (corvette de 95 tonneaux), et « Le Prince de Condé », armés et ravitaillés au port de Vannes, plus rarement sur les embarcadères de l’avant port de Conleau.
En 1967, le conseil municipal décida d’attribuer aux rues du nouveau quartier de Kercado les noms des anciens maires de la ville du XVIIIe siècle. Parmi eux figurait Joseph Ange Guillo du Bodan, le maire de Vannes de 1747 à 1755, qui se livrait à la traite des Noirs. En 2008, la municipalité a décidé corriger cette erreur en rebaptisant sa rue « rue Barthélémy Ange-Xavier Guillo du Bodan » (1753–1842) : celui-ci, fils de Vincent Joseph Guillo Du Bodan et petit-fils de Joseph Ange du Bodan, fut fermier des Dîmes de l’Evêque de Vannes, officier municipal en 1789 et cofondateurs des Amis de la Constitution.

## Vannes, préfecture du Morbihan

### La Révolution française et le Premier Empire

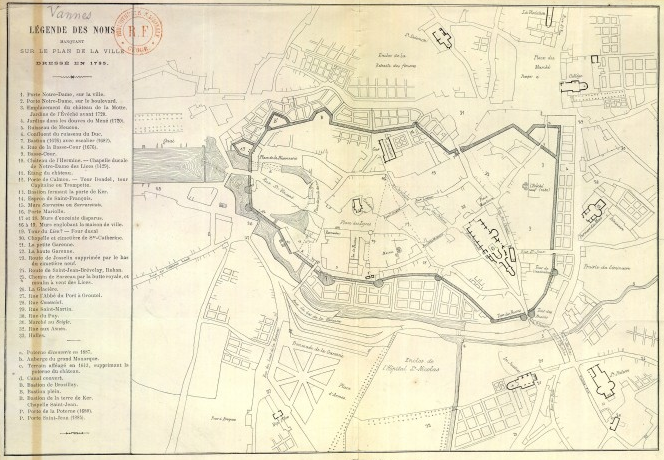
Plan de Vannes en 1785.

En 1789, pour la convocation des états généraux, Vannes et sa région envoient deux députés du tiers état, la noblesse ayant décidé de n'envoyer personne. Ces représentants sont : Lucas de Bourgerel, avocat et Dusers, conseiller du Présidial. Le 4 août, l'Assemblée constituante abolit les privilèges, abolition approuvée par les députés bretons (dont ceux de Vannes), qui ont accepté la perte des privilèges que leur accordait le traité de 1532, dans un principe d'égalité. Le 8 août, les nobles de Vannes reconnaissent l'Assemblée nationale et se soumettent à son autorité. C'est la fin de l'Ancien Régime et de la distinction des trois classes. Durant l'hiver difficile de 1789-1790, plusieurs émeutes éclatent en ville, du fait de la crainte de la disette et de nouveaux impôts. C'est essentiellement le populaire quartier Saint-Patern qui est touché.
À la suite des lois et décrets de décembre 1789, les élections s'enchainent à Vannes. Le 26 janvier 1790, lors des premières élections municipales, c'est Alexandre Le Menez de Kerdelleau, déjà pensionnaire de l'office de maire depuis 1778, qui en sort vainqueur,. Des élections pour choisir les élus du district sont organisées le 14 juin, le Conseil général est élu le 25 mai et 13 juin. Le tribunal du district de Vannes est établi les 4 et 5 octobre et la garde nationale est créée le 28 novembre. La démocratie est en marche mais le suffrage censitaire écarte près de 9 citoyens vannetais en âge de voter sur 10, ainsi seuls 392 citoyens sur 3500 sont actifs lors de ces élections.
Le 4 mars 1790, sont créés les départements. Vannes devient la préfecture du département du Morbihan, qui reprend une grande partie du territoire de l'évêché de la ville. Au cours de cette année, les établissements religieux sont fermés, par décret de l'Assemblée, et le nombre de paroisses est diminué. Ainsi, Vannes ne conserve que deux paroisses : Saint-Pierre (cathédrale) et Saint-Patern. Les paroisses du Mené et de Saint-Salomon sont abolies. La constitution civile du clergé est décidée en juillet. En décembre, l'évêque Sébastien-Michel Amelot, inspiré par Pierre-René Rogue, refuse de prêter serment et invite son clergé à faire de même. Le 13 février 1791, les paysans des environs se rassemblent au Liziec et attaquent la ville, croyant leur évêque menacé. Des renforts sont appelés de Lorient, qui ne tardent pas à mettre en déroute les insurgés. On ne sait combien de morts a provoqué cet épisode. En tous les cas, l'évêque part peu après en exil et est remplacé par Charles Lemasle le 22 mars. Toutefois la majorité de la population, tant à Vannes que dans toute la Bretagne, reste fidèle à son clergé réfractaire.
En septembre 1792, la levée en masse de soldats pour mener les guerres contre l'Europe coalisée provoque des émeutes dans tout le pays. À Vannes, les émeutiers sont repoussés le 14 mars 1793, dans un combat qui préfigure la chouannerie. 150 prisonniers restent aux mains des soldats. Vannes reste "bleue" tandis que sa campagne vire au blanc. L'automne et l'hiver suivants sont particulièrement difficiles pour la population qui manque de tout, favorisant l'émergence de la chouannerie.
Pour pallier la situation, en octobre, la convention nomme Prieur de la Marne représentant du peuple à Vannes, avec pour mission d'y installer la Terreur. Sa première décision est la destitution des autorités préexistantes et la nomination d'une municipalité sans-culotte. Les lieux de culte sont définitivement fermés, la cathédrale est transformée en temple de la Raison et l'église Saint-Patern en écurie. Les prisons (porte Prison, tour du Connétable ou Petit-Couvent) se remplissent, aussi bien de chouans que de nobles ou de religieux réfractaires, à tel point qu'une bonne partie doit être évacuée vers le château de Josselin durant l'année 1794. Le 19 mars 1794, 9 paysans convaincus de chouannerie sont fusillés sur la Garenne. Le 27 juillet, le gouvernement Robespierre tombe. La Terreur s'essouffle progressivement pour se terminer vers la fin de l'année. Aucune exécution n'aura eu lieu dans la ville, puisque Prieur a transféré la guillotine à Lorient, jugée plus révolutionnaire. En mars 1795, tous les suspects ont été relâchés.

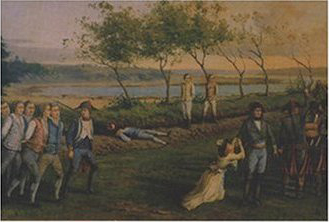
Les fusillés de Vannes, tableau de 1895 de R. de Coueson

- État-major de l'expédition de Quiberon exécuté à Vannes le 28 juillet 1795[44]
  - Urbain-René de Hercé, évêque de Dol
  - René de la Landelle, lieutenant en second du régiment d'Anjou
  - François Petit-Guyot, capitaine dans le régiment de Franche-Comté
  - René Lelièvre, maître d'école
  - Julien Boulard, curé à Tours
  - Jacques-Pierre Gouro, curé à Saint-André-sur-Mareuil
  - François Frotin, prêtre de Saint-Tauhl
  - Jean-Baptiste Guegue, vicaire à Doix
  - Pierre-François Breheret, curé de Bonchamp
  - Jean Gérard, curé de Saint-Mervou
  - Louis-René-Patrice le Gal, prêtre à Bréal
  - François-Dominique Castin, grand vicaire de Saintes
  - François-Pierre Rieussec de Lyon, grand vicaire de Luçon
  - René-Vincent Gilard de Larchantel, chanoine à Quimper
  - Charles de Sombreuil, capitaine au régiment d'Hestérazy-Hussards
  - François de Hercé, grand vicaire de Dol

Le 23 juin 1795 débute le débarquement de l'expédition de Quiberon, expédition anglo-royaliste qui vise à aider la chouannerie. C'est le général Lazare Hoche qui commande les troupes de la République depuis son quartier général de Vannes. Ses troupes remportent la victoire au soir du 21 juillet et font 6 262 prisonniers, auxquels on a promis qu'ils auraient la vie sauve. Le 27 juillet, les chefs de l'expédition sont jugés à Auray et condamnés à mort. Amenés à Vannes, ils passent leur dernière nuit à la porte Prison et sont fusillés à la Garenne le 28 juillet. Les commissions militaires jugent près de 2 000 personnes à Vannes, dont 750 sont condamnés à mort. 374 exécutions ont alors lieu à proximité de Vannes, à l'Hermitage, au Bondon, à Larmor...
Malgré la féroce répression de l'affaire de Quiberon, la chouannerie ne désarme pas dans la campagne morbihannaise. Ainsi, le 10 décembre 1795, les chouans attaquent, dans le cadre d'une diversion pour un débarquement d'armes à Pénerf ; ils tuent la sentinelle de l'hôpital général, sur la route de Locminé. Le 24 décembre est arrêté Pierre-René Rogue, qui est condamné à mort, puis guillotiné le 3 mars 1796. Il est la dixième personne à mourir de cette façon à Vannes, pour un total de 22 dans le département du Morbihan. Les chouans de Georges Cadoudal se rendent le 19 juin 1796, permettant aux Vannetais de vivre quelques années dans la paix.

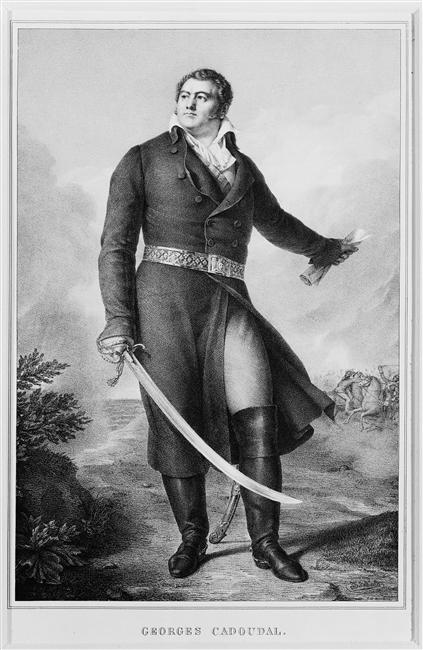
Georges Cadoudal, gravure de Belliard.

En septembre 1799, Cadoudal reprend les armes. Dans la nuit du 25 au 26 octobre, les chouans attaquent simultanément plusieurs villes bretonnes. Si Questembert, La Roche Sauveur ou même Nantes tombent entre leurs mains, Vannes résiste et reste républicaine. Le 9 novembre, Napoléon Bonaparte accède au pouvoir. En janvier 1800, le premier consul met le Morbihan « hors de la constitution » et charge le général Brune de pacifier les chouans et les Vendéens. Ayant appris l'arrivée du général, Olivier Harty, commandant de la garnison de Vannes, décide d'attaquer les chouans pour briser le blocus de la ville. C'est la bataille indécise du pont du Loc'h (Grand-Champ), qui voit les chouans rester maîtres du terrain et les républicains s'emparer de grandes quantités de vivres. Néanmoins, Cadoudal accepte de rendre les armes le 2 février, au château de Beauregard (Saint-Avé).
La ville est pacifiée, malgré quelques actions sporadiques. Le 15 septembre 1800, une mutinerie éclate au sein de la 52e demi-brigade, après que les soldats ont appris qu'il leur fallait rejoindre l'armée d'Italie. Leur chef de brigade parvient à faire cesser la sédition. En 1801, Louis Joseph Victor Jullien de Bidon est nommé préfet du Morbihan,. Quelques escarmouches chouannes se développent encore mais cessent avec l'exécution du dernier chef chouan, Pierre Guillemot, le 5 janvier 1805 sur la Garenne. En 1806, un commando monarchiste enlève à Monterblanc l'évêque Antoine Xavier Mayneaud de Pancemont, nommé par l'empereur en 1802 ; les auteurs de cet enlèvement sont traités avec la plus grande sévérité et fusillés en 1807 sur la Garenne. La période, si elle est résolument plus calme que la précédente, est morose sur le plan économique ; le trafic du port notamment décroît de manière importante à cause du blocus continental. Sur le plan religieux, le collège reprend son enseignement en 1803 et une nouvelle congrégation religieuse voit le jour, l'ordre des Sœurs de la Charité de Saint-Louis, fondée la même année, par Madame Molé de Champlâtreux. En 1814, la chute de l'Empire est accueillie avec joie à Vannes, mais l'épisode des Cent-Jours provoque un retour éphémère de la chouannerie, où se distingue la compagnie des Collégiens de Vannes, qui participe aux combats de Muzillac, Sainte-Anne et d'Auray.

### LeXIXesiècle

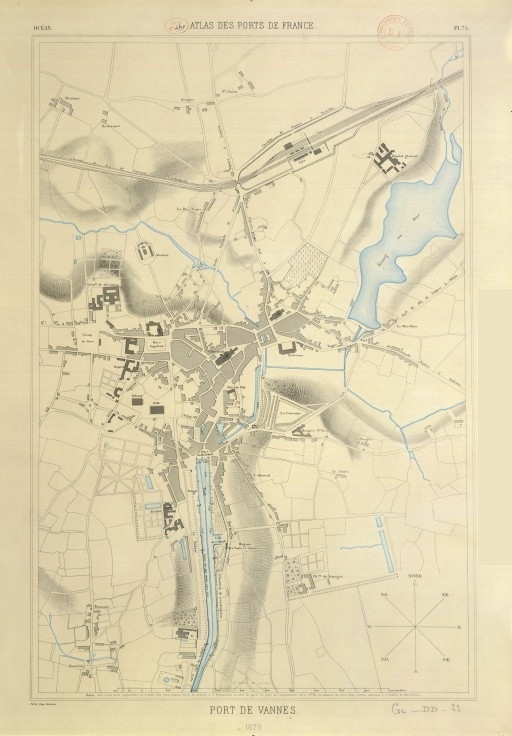
Plan du port en 1879.

Évolution démographique de la ville au XIXe siècle
- 1831 : 10 395 habitants
- 1847 : 11 358 habitants
- 1851 : 13 585 habitants
- 1886 : 20 036 habitants
- 1906 : 23 561 habitants

Après la chute de Napoléon Ier, la ville retrouve une période de calme, mais perd de son dynamisme économique.
Le port en présente une caractéristique flagrante. Ainsi, malgré la rectification du port et le percement de la butte de Kérino en 1824, le comblement du lais de Trussac en 1866, l'activité portuaire et maritime de la ville perd irrémédiablement de la vitesse. Pour partie, ce déclin est dû à la rectification en elle-même : les caisses de la municipalité étant souvent vides les améliorations nécessaires n'ont pas pu être menées à fond (chenal trop étroit, profondeur minimale trop faible à cause de l'envasement du port, trop peu d'entretien sur les digues). Pour partie aussi, la concurrence des autres ports de la côte sud de Bretagne a accéléré le déclin du port ; Lorient, par exemple, voit l'achèvement de son bassin à flot en 1870. Parallèlement à la chute des trafics portuaires, l'activité de construction navale périclite : 150 ouvriers en 1850, contre 15 en 1870.
Outre un déclin économique certain, la ville de Vannes doit faire face à la pauvreté de sa population. C'est en 1803 qu'y apparaissent les premières soupes populaires (appelées alors soupes économiques), fournies trois fois par semaine aux plus miséreux,. En 1812, toujours à l'initiative de la mairie, est créé un « Comité de Bienfaisance », transformé en 1818 en « Bureau de Bienfaisance ». Son rôle est la fourniture de travail aux chômeurs et l'aumône aux plus pauvres. En 1830 est ouverte une maison de « la Providence » pour prodiguer de l'aide aux jeunes filles défavorisées. En 1843, c'est une Société de Saint-Vincent-de-Paul qui naît à Vannes. En 1848, avec l'avènement de la IIe République apparaissent les ateliers municipaux, source continue de tensions au sein du conseil municipal (encouragement à la paresse ou droit au travail ?). À la moitié du siècle, 1/3 de la population vannetaise est alors, de manière permanente ou occasionnelle, indigente et aidée par les œuvres de la mairie.
Pour aider la population en difficulté et assurer la continuité du développement de la ville, de nombreux travaux sont engagés. Les fonds nécessaires à ces travaux sont issus de la ville ou de l'État, la ville n'ayant encore que peu de moyens. En 1824, la butte de Kérino est percée pour permettre la création du canal en aval du Pont vert actuel.

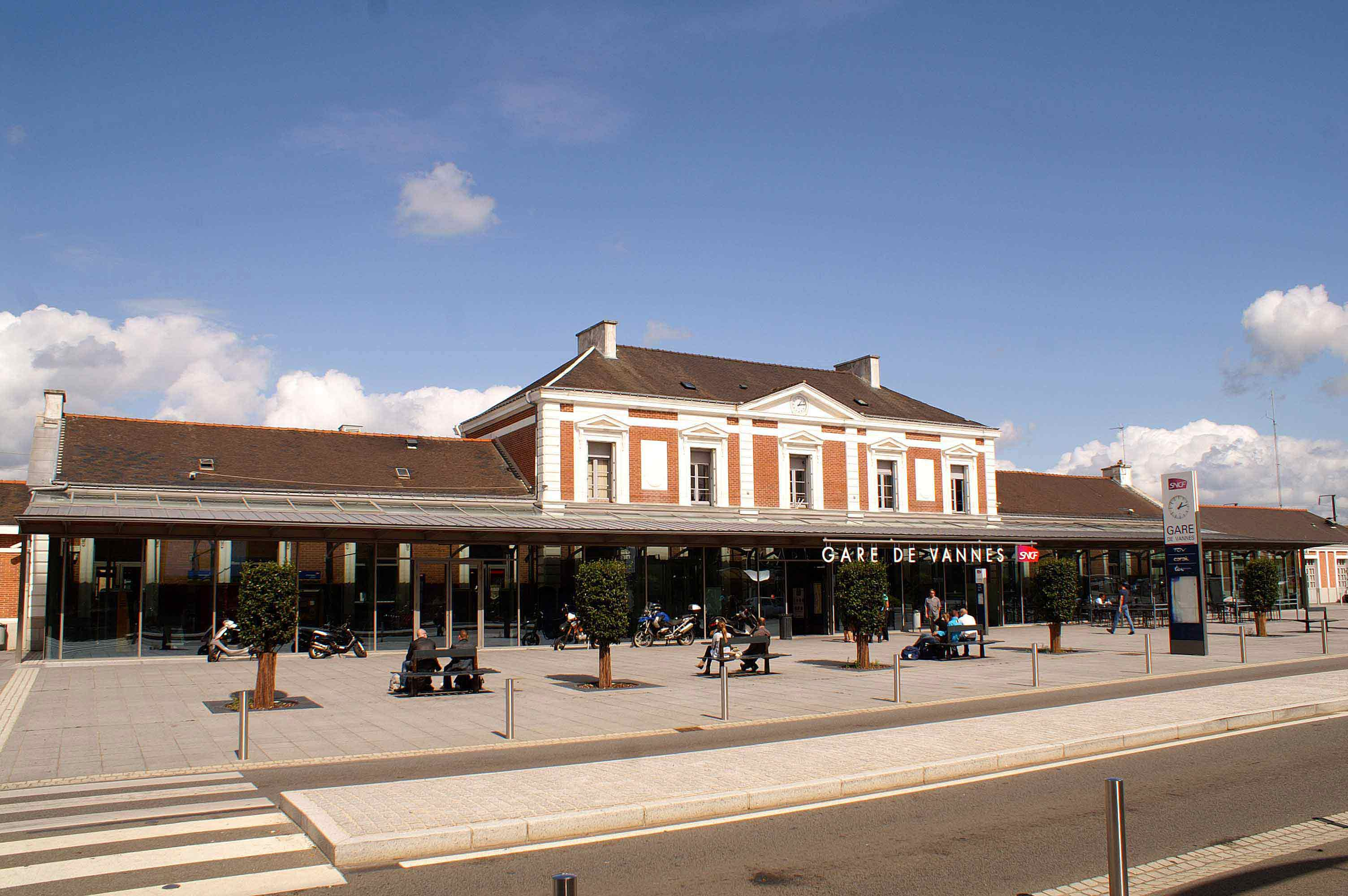
La gare.
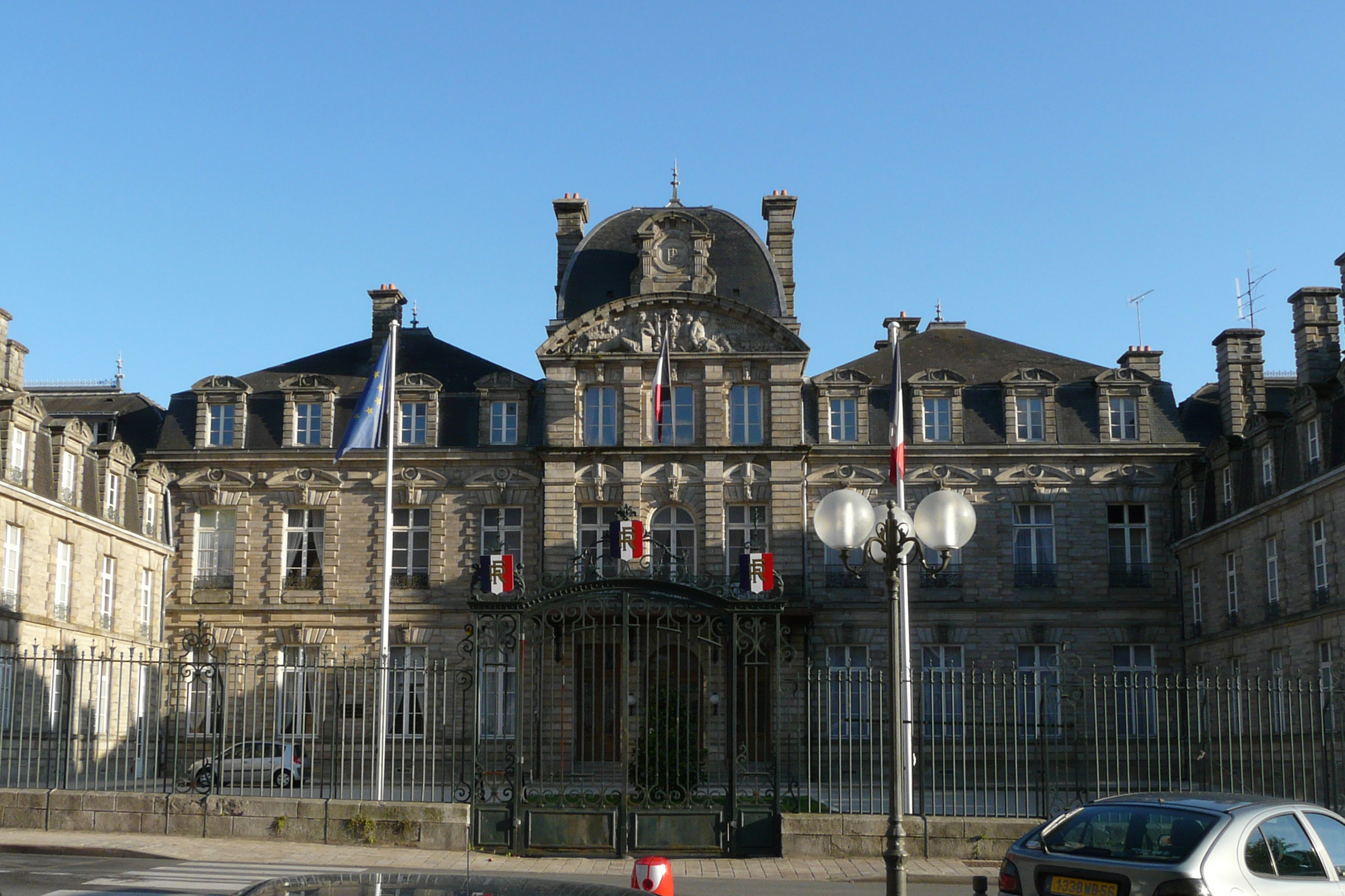
La Préfecture du Morbihan.
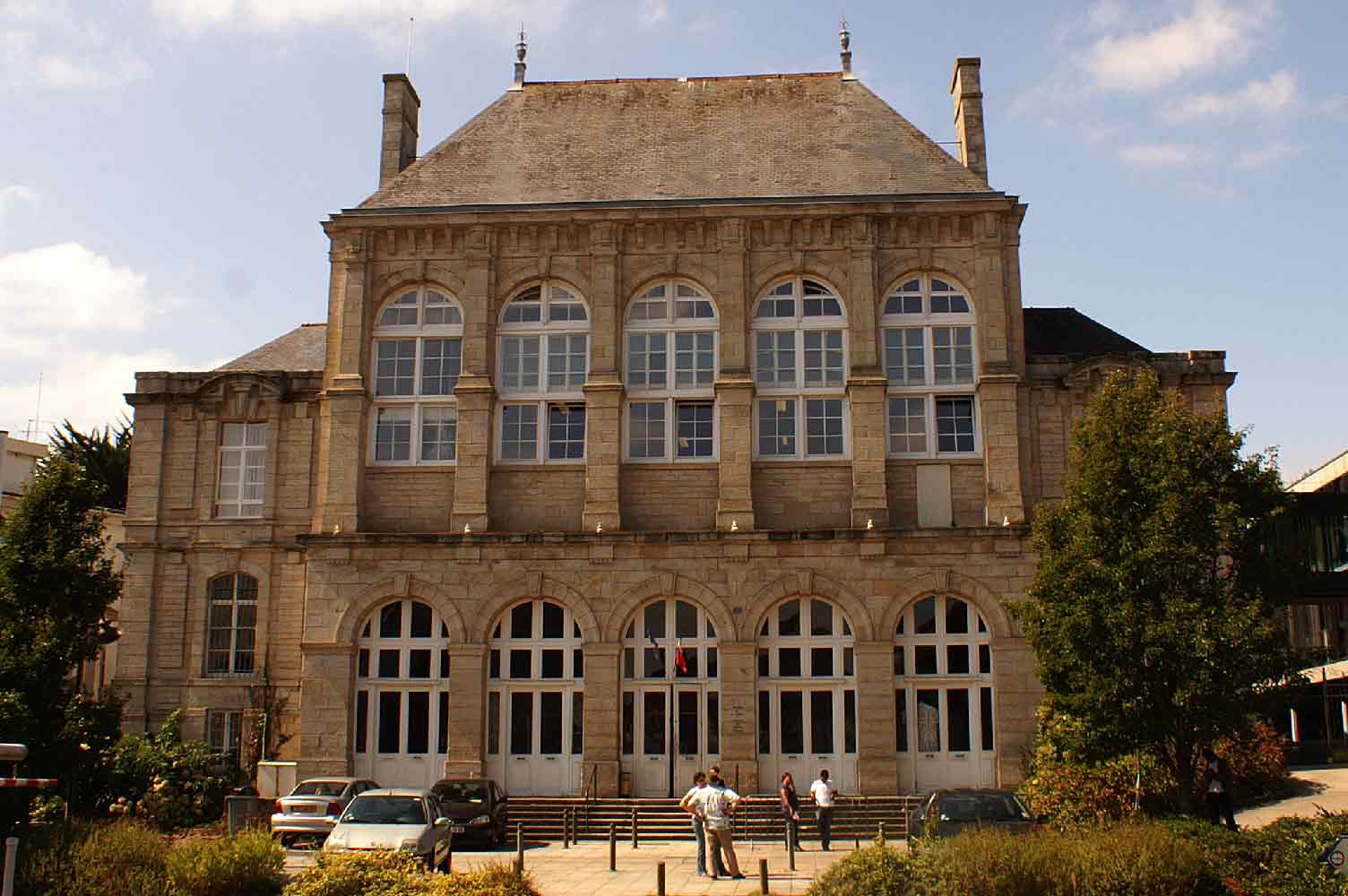
Le palais de justice.
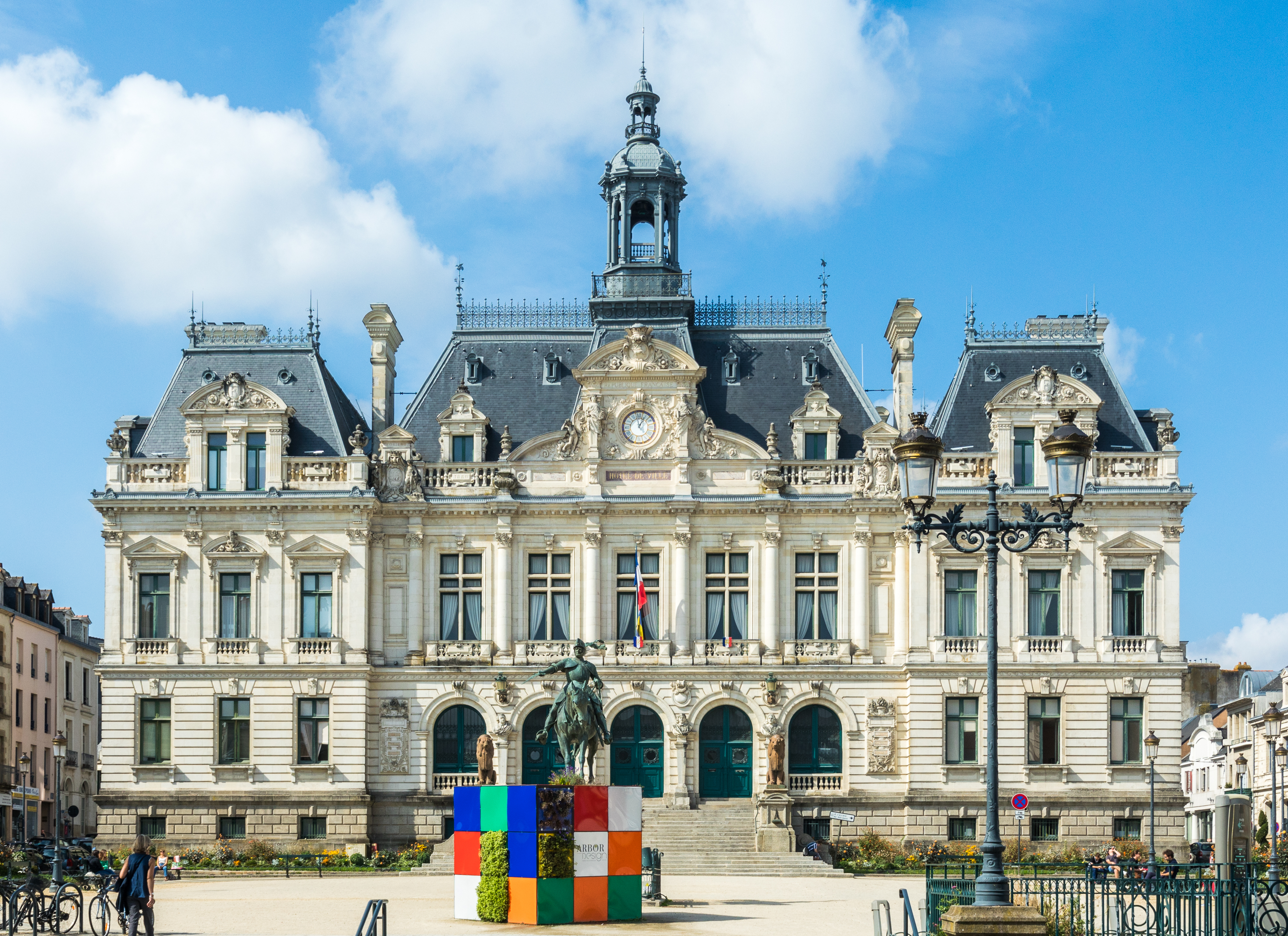
L'hôtel de ville.

Après la débâcle de la guerre de 1870, le maire de l'époque, Philippe Aché, obtient contre d'importantes concessions (1 500 000 francs et les terrains offerts) l'installation à Vannes de régiments anciennement cantonnés en Alsace-Lorraine. Deux régiments d'artillerie s'installent ainsi en 1874 et un régiment d'infanterie en 1881. Avec l'arrivée du chemin de fer, cet évènement marque l'urbanisme et voit l'émergence d'un nouveau quartier autour de la gare et des casernes : le quartier Saint-Symphorien. L'urbanisation commence réellement à partir de 1896, encouragée par le tracé de la future avenue Victor-Hugo, et l'installation de la Banque de France, avenue de la Gare, en 1884.
| image        =

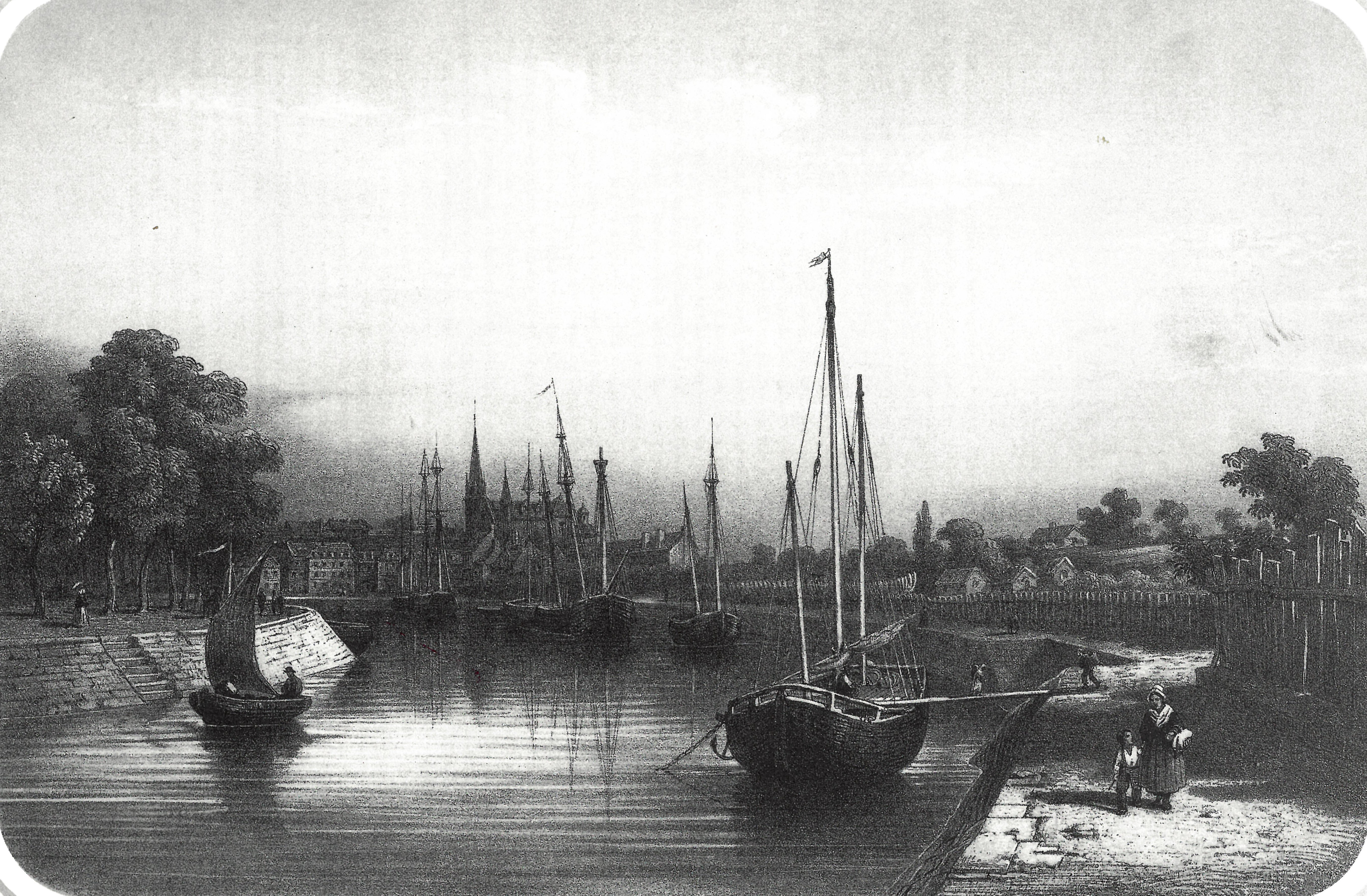
Vannes, gravure de Thomas Drake, 1860.

Sur le plan politique, la grande avancée de ce siècle est sans conteste la démocratie locale. De 573 électeurs en 1830 (le suffrage censitaire ne permettant qu'aux plus aisés de voter), ce nombre passe à 2 639 en 1848 (suffrage universel masculin). Et c'est en 1882 que le maire est pour la première fois élu par ses concitoyens, celui-ci étant nommé par le préfet avant cette date. De premiers journaux font leur apparition : la Concorde du Morbihan (1848), le Foyer breton, le Journal de Vannes (1862-1870). En 1868, le village de Meudon, qui dépendait de la commune de Saint-Nolff, demande et obtient son rattachement à Vannes. La fin du siècle est marquée par la lutte pour la mairie de deux figures vannetaises : Émile Burgault (maire en 1847-1848, 1870-1872 et 1878-1888), monarchiste puis libéral à partir de 1873 et Charles Riou (maire de 1888 à 1908), conservateur et monarchiste.
Sur le plan culturel, la Société polymathique du Morbihan est créée à Vannes en 1826, association dont le but est la recherche de l'histoire de la ville et du département. Ce mouvement de prise en considération du passé a fait des émules tout au long du siècle, en témoignent les écrits de l'époque (Alfred Lallement, Alexandre Guyot-Jomard ou Joseph-Marie Le Mené) et le mouvement de contestation né à la suite de la destruction partielle de la Porte Prison en 1886. En 1850 est inauguré le collège Saint-François-Xavier et, en 1858, le collège municipal peut rouvrir ses portes sous le nom de « Petit collège ». Des pièces de théâtre sont données à la Cohue, des spectacles à la salle Saint-François (futur cinéma la Garenne), la fanfare militaire donne des concerts une fois par semaine à la Rabine à partir de 1890. Les activités sportives prennent également de l'importance, aux côtés d'activités traditionnelles : boules, palet, mât de cocagne, courses en sac... Le Véloce Vannetais naît en 1870, qui organise des courses au vélodrome ; Les Enfants de Vannes, société de gymnastique, naît en 1896 pour encadrer les activités des jeunes vannetais ; le Stade Vannetais, en football, naît en 1898... La fin du XIXe siècle est aussi marqué par les premiers mettings aériens ou la vogue des bains de mer à Conleau.

### D'une guerre à l'autre

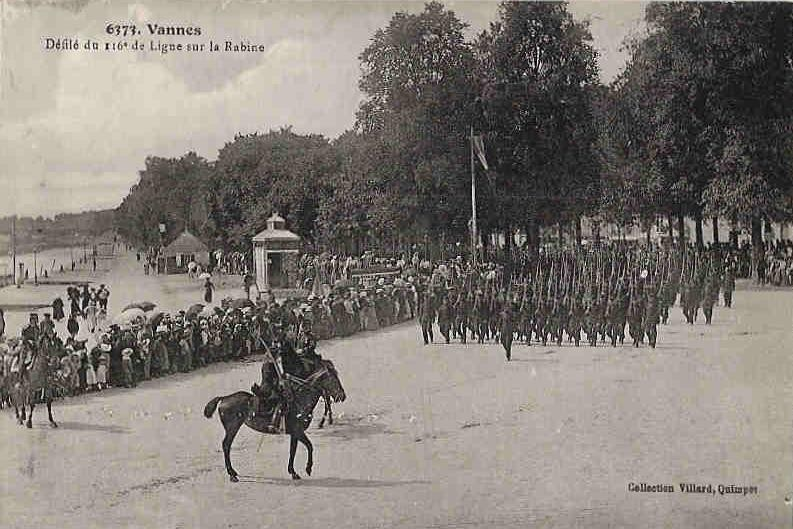
Défilé du régiment d'infanterie de ligne sur la promenade de la Rabine en 1914.

Évolution démographique de la ville durant la première moitié du XXe siècle
- 1906 : 23 561 habitants
- 1911 : 23 748 habitants
- 1936 : 24 068 habitants
- 1954 : 25 089 habitants

C'est dans un climat économique et démographique tendu (perte d'activité, accroissement de la pauvreté, quasi-stagnation de la population) qu'intervient la mobilisation pour la Première Guerre mondiale. Éloignée du front, la ville ressent pourtant les effets de la guerre.
Les conscrits sont nombreux : 785 d'entre eux perdront la vie dans ce conflit. Cette période est celle de l'arrivée des réfugiés de ces zones dévastées, installés précairement en ville : des centaines de personnes déplacées vont ainsi aider dans les ateliers et industries de la ville. Car l'économie est sensiblement repartie et s'est reconvertie dans l'économie de guerre. Mais Vannes est avant tout une ville militaire et hospitalière. Ainsi, de nouveaux régiments, dont les casernes sont situées dans la zone occupée par les Allemands, s'installent en ville, à l'instar du 148e régiment d'infanterie initialement basé à Rocroi. Des soldats étrangers sont accueillis dans les alentours : les Américains seront basés au camp de Meucon à partir de 1918. Des prisonniers allemands sont convoyés jusque dans la ville, pour effectuer les travaux de ce camp, situé à une dizaine de kilomètres au nord de Vannes.
Mais c'est surtout l'afflux de blessés qui caractérisera ces années difficiles en ville. Dès le 26 août 1914, moins d'un mois avant l'entrée officielle en guerre de la France, le premier train de blessés entre en gare de Vannes. De nombreux bâtiments sont reconvertis en hôpitaux temporaires. L'ancien grand séminaire, dans le quartier du Grador, proche de l'hôpital militaire (actuel hôpital Chubert) rouvre ses portes pour accueillir les patients atteints de la tuberculose. Au plus fort de la mobilisation, ce sont 2 000 lits qui peuvent accueillir les soldats du front. 50 000 d'entre eux, malades ou blessés, transitent par la ville durant cinq ans, et 500 y perdent la vie. 

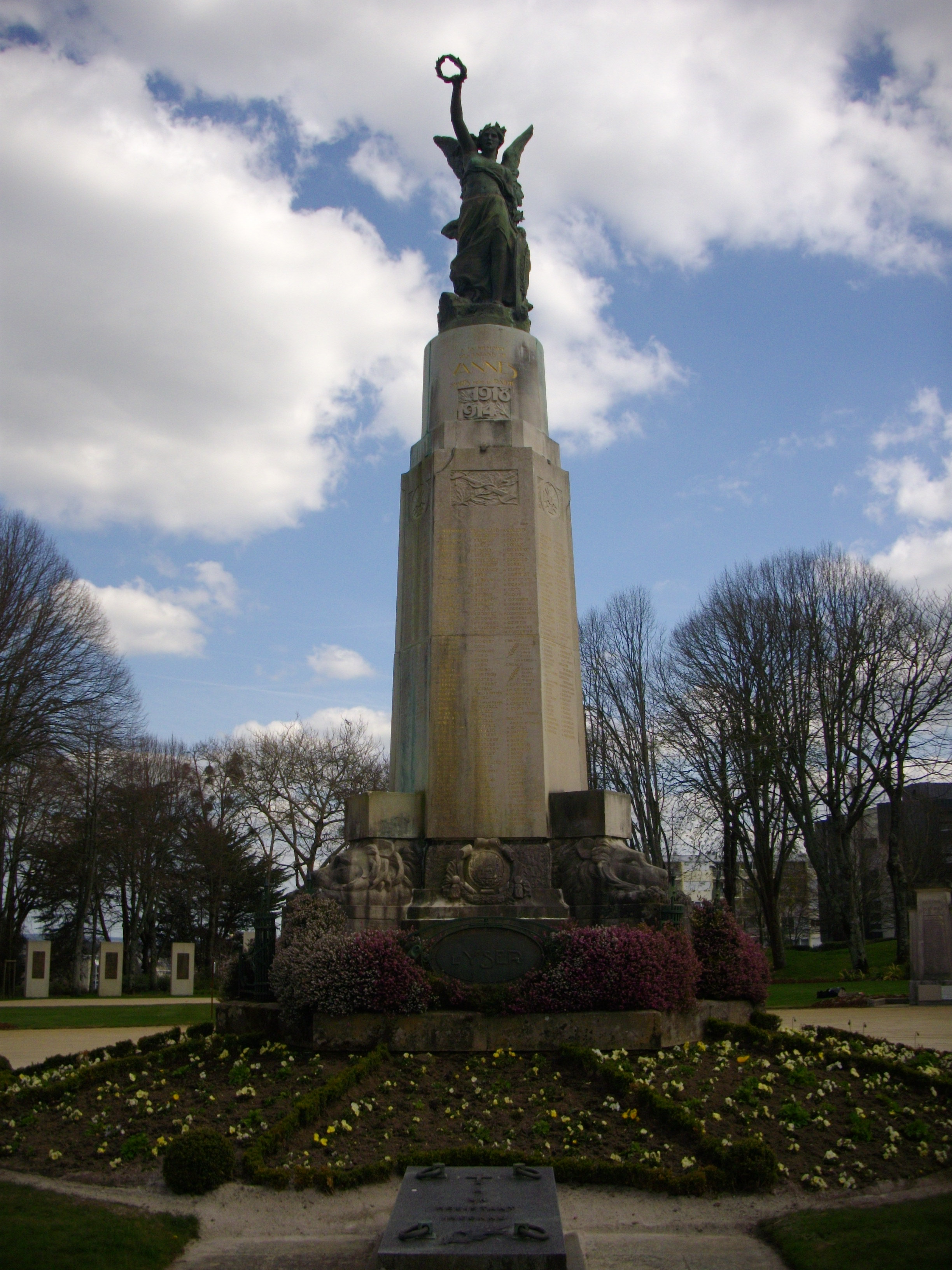
Le monument aux morts inauguré en 1925 sur le plateau de la Garenne.

Le 116e régiment d'infanterie, basé à Vannes, a compté 1 643 morts bretons pendant la Première Guerre mondiale ; son régiment de réserve, le 316e régiment d'infanterie, en a compté 445.
La prospérité retrouvée, Vannes espère la conserver après la fin du conflit. Las, le départ des dernières troupes américaines en mars 1919 marque un coup de frein brutal à cette dynamique retrouvée. Après la guerre, la ville accuse le coup de la réorganisation militaire : 3 500 soldats avant le déclenchement du conflit, 2 000 après son terme. Un nouveau régiment, le 512e régiment de chars de combat, apporte sept centaines de soldats à la population militaire vannetaise en 1922. Mais ce chiffre reste insuffisant pour retrouver les niveaux d'avant-guerre.
Le monument aux morts de Vannes porte les noms de 55 personnes mortes pendant la Seconde Guerre mondiale et de 15 soldats morts pendant la Guerre d'Algérie.

### L'après-guerre
L'hebdomadaire Le Fouet, publié à Vannes entre décembre 1944 et juillet 1946, dirigé par le résistant Louis Simon, publia de nombreuses lettres, souvent anonymes, dénonçant des collaborateurs réels ou supposés et appelant à leur châtiment.

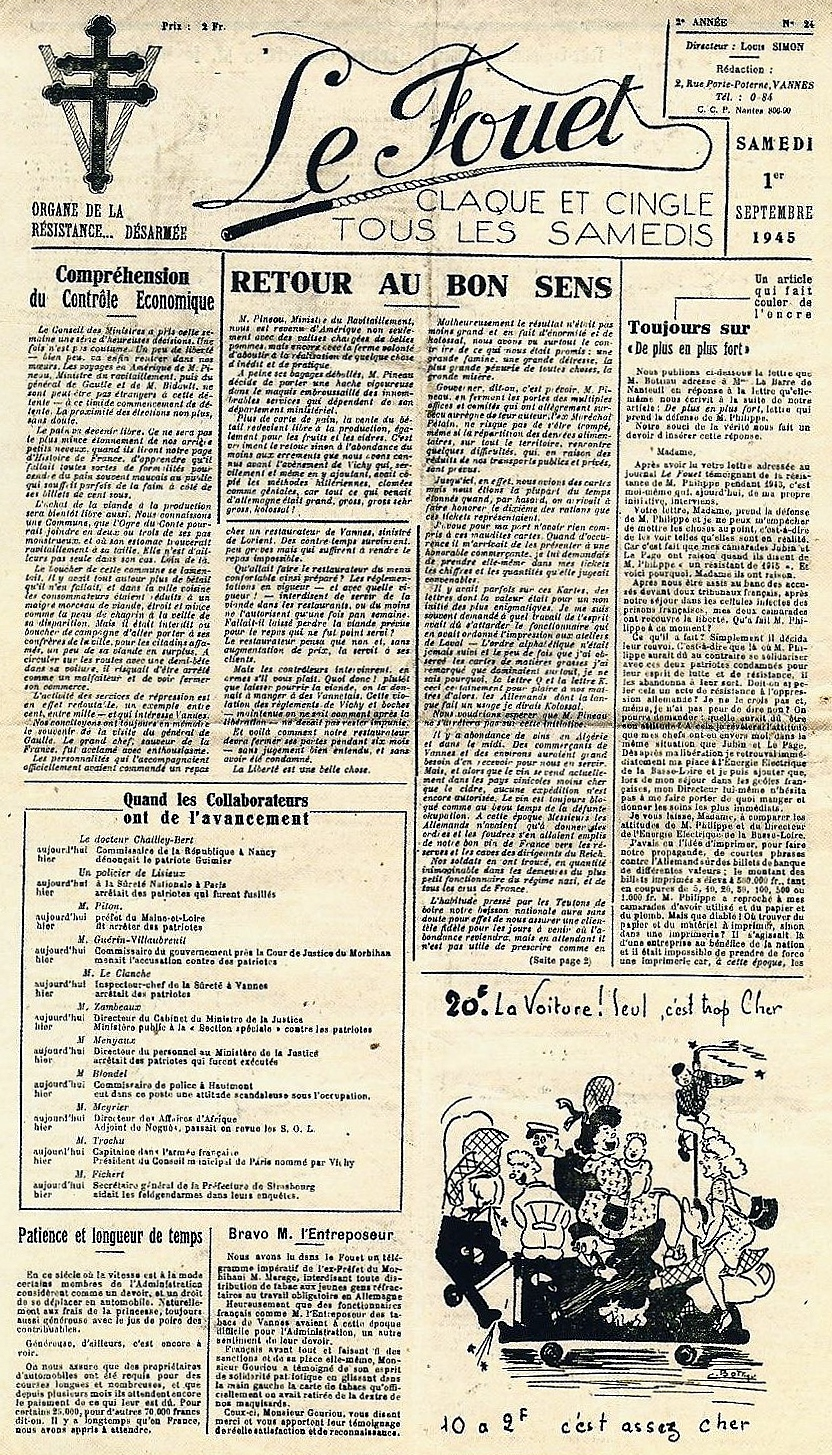
Exemplaire du journal "Le Fouet" de Vannes appelant à l'épuration (1er septembre 1945).